# T-34
T-34 byl sovětský střední tank vyvinutý na přelomu 30. a 40. let 20. století, který měl zásadní a trvalý dopad na konstrukci tanků. V době svého vzniku v roce 1940 byl podle amerického autora Stevena Zalogy nejlepším středním tankem na světě. Disponoval bezprecedentní kombinací palebné síly, mobility, ochrany a robustnosti. Jeho tankový kanón ráže 76,2 mm poskytoval podstatně vyšší palebnou sílu než měly některé konstrukce jeho současníků, zatímco jeho šikmým pancéřováním jen obtížně pronikaly tehdejší nejmodernější protitankové zbraně. Když se v roce 1941 poprvé objevil, označil ho německý generál Paul Ludwig Ewald von Kleist za „nejlepší tank na světě“ a Heinz Guderian potvrdil „obrovskou nadřazenost“ T-34 nad stávajícími německými obrněnci té doby. Ačkoli byla jeho výzbroj i ochrana později v průběhu války překonána, často je zmiňován jako nejúčinnější a nejvlivnější tanková konstrukce druhé světové války.
T-34 byl během druhé světové války základem sovětských obrněných sil. Jeho konstrukce dovolovala nepřetržité vylepšování pro vyvíjející se potřeby východní fronty: změny byly prvních několik let spíše dílčí a nepříliš výrazné, skutečně zásadní proměnou prošel tank až v roce 1944 zavedením varianty T-34/85. Vylepšování výrobních metod rovněž umožnilo rychlejší a levnější produkci. Sovětský průmysl nakonec vyrobil více než 80 000 ks tanku T-34 všech variant, což umožnilo stále větší počet nasazovaných tanků s postupující válkou, navzdory ztrátě desítek tisíc tanků v boji proti německému Wehrmachtu. U Rudé armády nahradil mnoho lehkých a středních tanků a stal se nejvíce vyráběným tankem války, stejně tak je druhým nejvíce vyráběným tankem všech dob (po nástupci, sérii T-54/55). Při ztrátě 44 900 kusů během války také utrpěl největší tankové ztráty všech dob. Jeho vývoj přímo vedl k sériím tanků T-54 a T-55, které se postupně vyvinuly do pozdějších typů T-62, T-72 a T-90, které tvoří obrněné jádro mnoha moderních armád. Varianty T-34 byly po druhé světové válce široce vyváženy a dokonce ještě okolo roku 2010 došlo k omezenému nasazení na frontě v několika rozvojových zemích.

## Vývoj

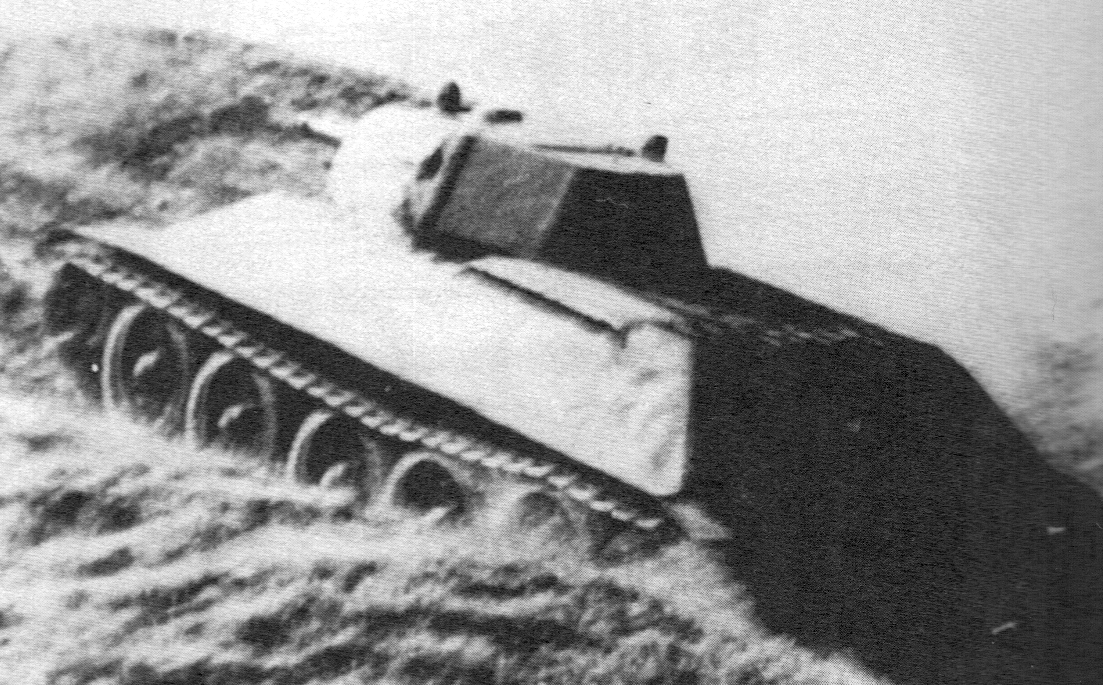
Prototyp A-32

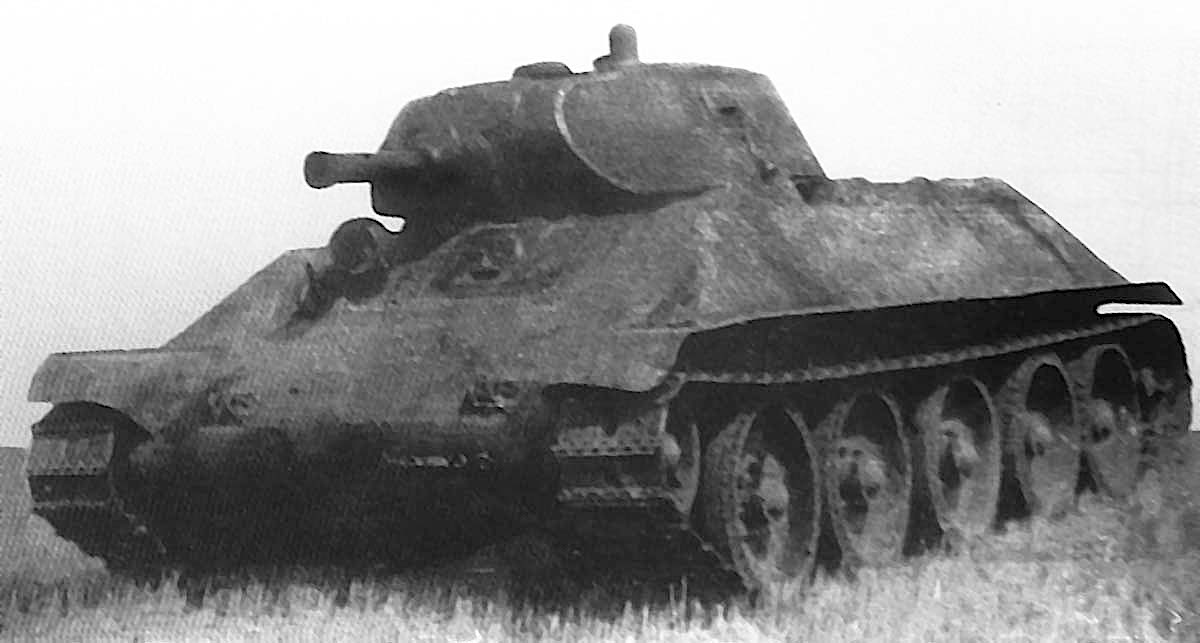
Prototyp A-32

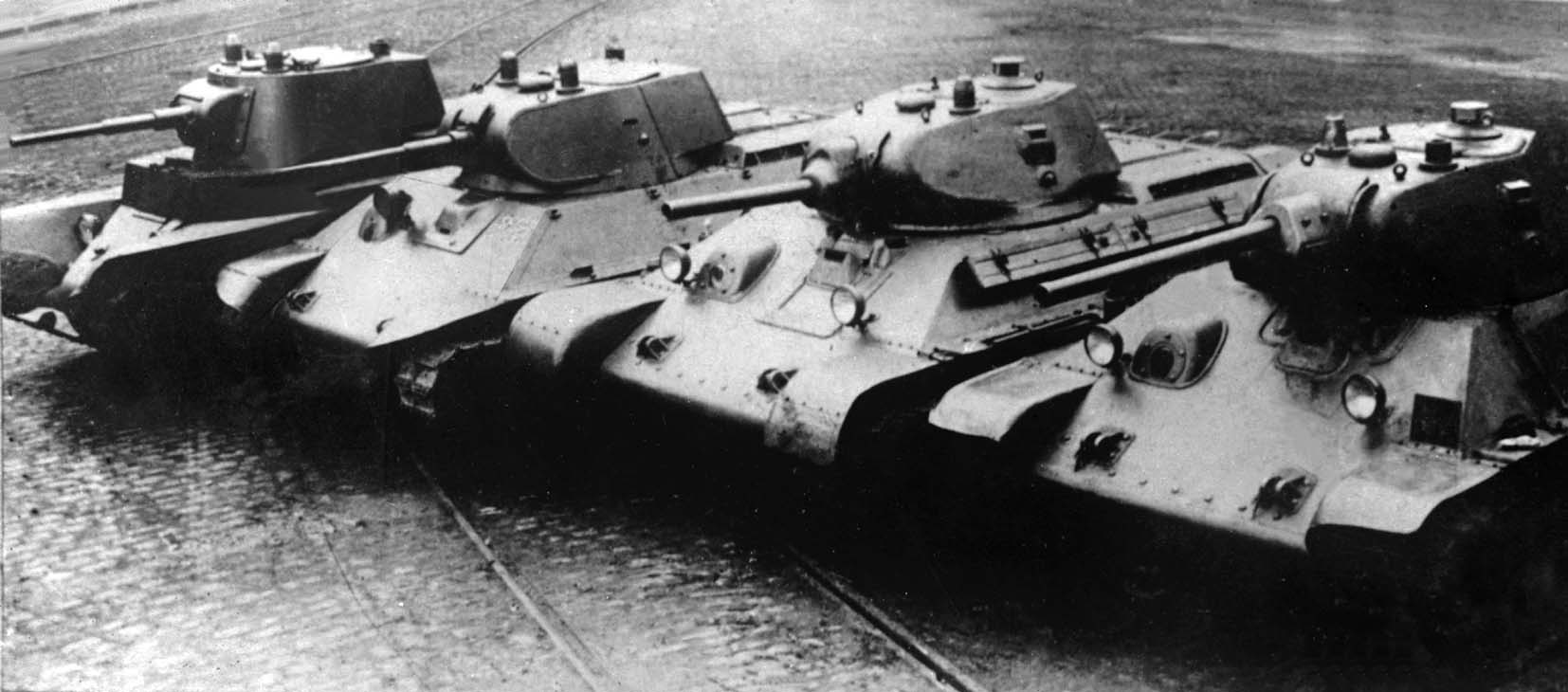
Zleva: A-8 (BT-7M), A-20, T-34 Model 1940, T-34 Model 1941

V roce 1939 byly nejpočetnějšími sovětskými modely tank T-26 a řada rychlých tanků BT. T-26 byl pomalý tank navržený tak, aby držel krok s pěchotou. Tanky BT byly jezdecké tanky: lehké a rychle se pohybující, určené k bojovým manévrům. Oba typy představovaly sovětský vývoj zahraničních konstrukcí z počátku 30. let; T-26 byl založen na britském tanku Vickers 6-Ton a tanky BT vycházely z tanku M1930 amerického konstruktéra Johna Waltera Christieho.
Počátky vývoje tanku T-34 spadají do roku 1937, kdy CHTZ (Charkovskij tankovyj zavod) obdržel zakázku na tank, jenž by měl nahradit tanky řady BT. Šéfkonstruktér Michail Koškin byl svými nadřízenými podrobně instruován, že se hledá nový kolopásový tank, nicméně vědom si konstrukčních omezení tohoto typu vypracoval kromě něj (A-20) i variantu s čistě pásovým podvozkem, kterou nazval A-32. V roce 1938 demonstroval obě konstrukce před výborem Rady obrany SSSR, přičemž varianta A-32 byla okamžitě odsouzena veliteli Rudé armády, maršály Vorošilovem a Kulikem. Zejména Kulik prý běsnil, že si konstruktér vůbec dovolil nějakou nekolopásovou variantu nabídnout a doprovodil svůj příkrý odsudek koncepce pásového tanku „odbornými dobrozdáními a doktrínami“, které by skuteční odborníci na tankovou techniku odmítli. Stalin však k obecnému překvapení rozhodl, že postaveny a připuštěny ke zkouškám budou oba prototypy. Vývoj tanku A-32, přejmenovaného na T-32, tedy mohl pokračovat. Čekala ho krušná cesta, protože předsedou komise pro posouzení způsobilosti obou typů byl později jmenován právě Kulik.
V roce 1939 bylo provedeno vyhodnocení obou strojů. Kulik udělal všechno možné, aby zdůraznil závady u prototypu T-32 a zároveň banalizoval podobné závady u stroje A-20. Pod jeho tlakem se komise klonila k odmítnutí stroje, nakonec však pod dojmem postřelovacích zkoušek, z nichž T-32 vyšel lépe, stroj neodmítla. Postavit se proti maršálovi se však neodvážila a rozhodnutí, který typ dostane přednost, odložila. Vrchní velení nějakou dobu váhalo, nakonec však při zvážení mnohem většího potenciálu dalšího vývoje u typu T-32 se rozhodlo doporučit jej do sériové výroby v poněkud upravené variantě, která byla posléze pojmenována T-34.
V porovnání s jinými typy středních tanků dosahoval T-34 velmi příznivou hodnotu měrného tlaku 0,64 kg/cm2, což mělo vliv na jízdní vlastnosti a manévrovatelnost v obtížném terénu. Kvalita pancéřování tanku, jehož zpracování bylo spíše hrubé, byla vyšší než u srovnatelných zahraničních strojů. Největší slabinou tanku bylo ergonomické řešení věže, které znesnadňovalo úkoly potřebné k ovládání věže a ke střelbě. Neomezenému výhledu z věžového průlezu bránil veliteli T-34 těžkopádný poklop, otevíraný dopředu. V zadní části věže byl nešťastně řešený zadní převis, který směroval dopadající střely přímo na zranitelné ložisko věže, nebo pod nějž německá protitanková pěchota kladla v boji talířové miny. Věž se původně vyráběla ze svařovaných válcovaných ocelových plátů, ovšem později se více používala věž litá.

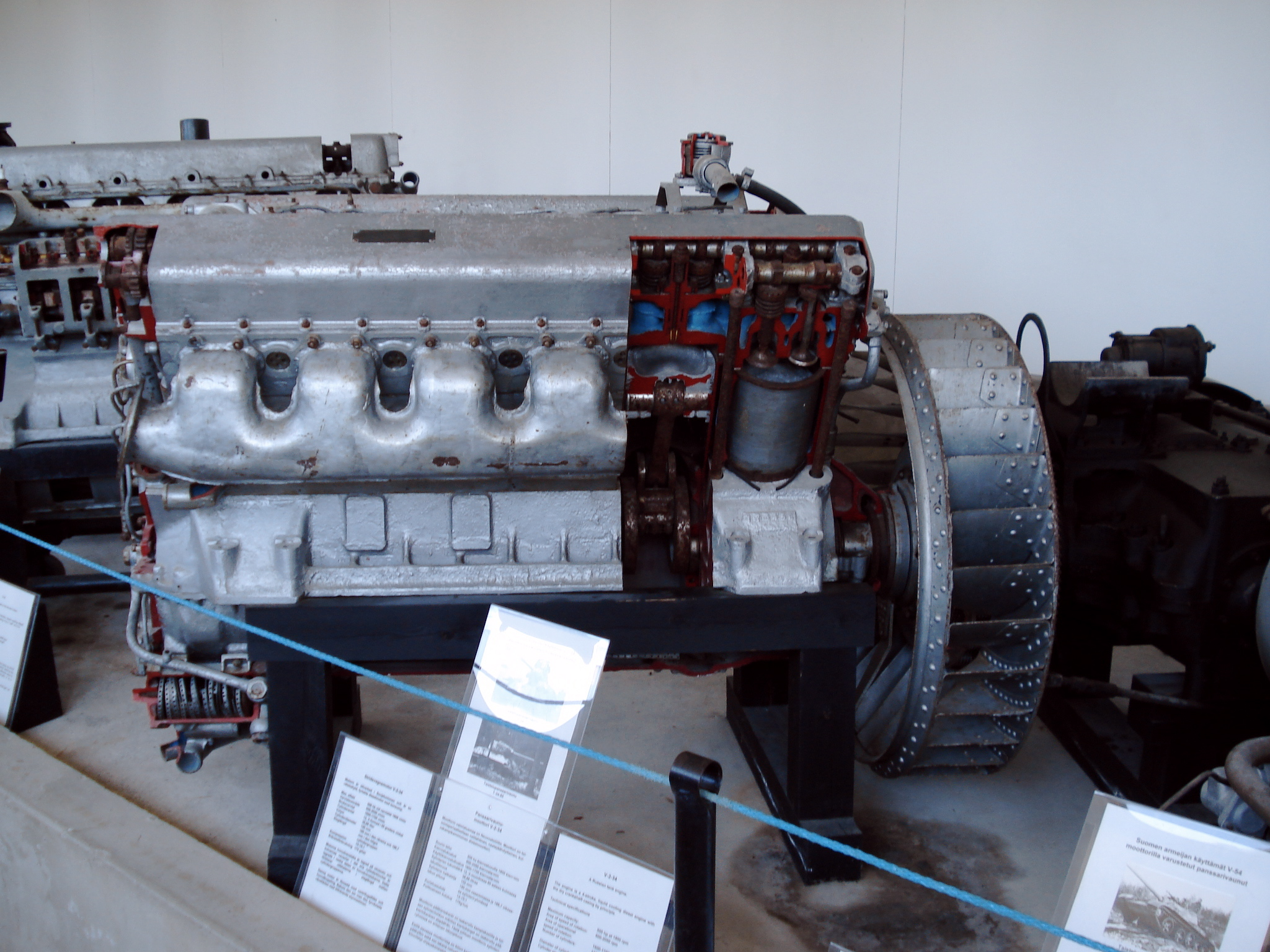
Motor V-2-34 tanku T-34, Finské tankové muzeum

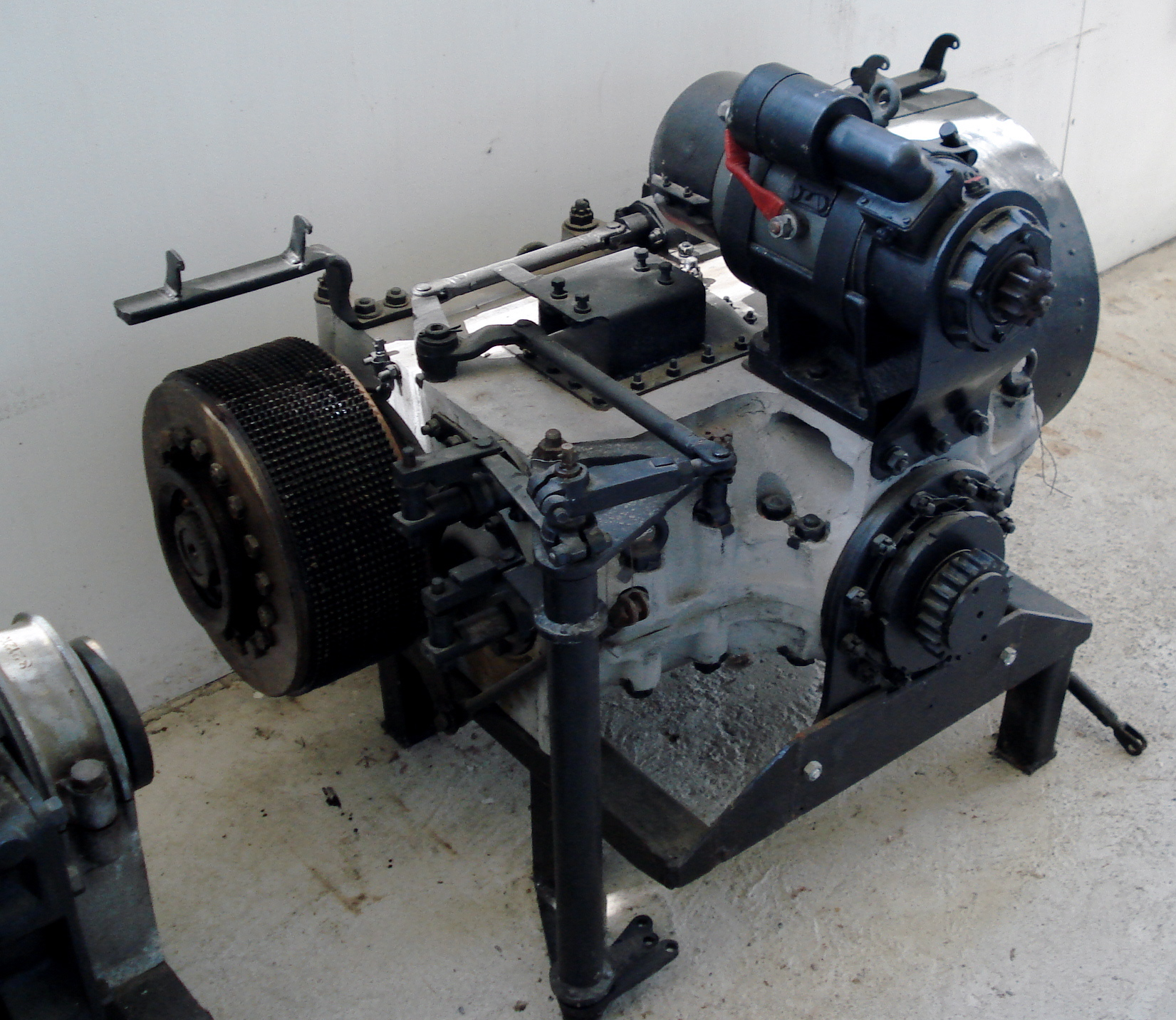
Převodovka

Nízká silueta vozidla byla spíše výhodou, ovšem na druhou stranu znamenala omezení rozsahu úhlů náměru kanónu a spřaženého kulometu. T-34 z roku 1940 byl vyzbrojen krátkým kanónem L-11 vzor 1938 ráže 76,2 mm, od roku 1941 se do něj začal montovat kanón F-34 stejné ráže, avšak s vyšší počáteční rychlostí, což bylo z hlediska dostřelu a průbojnosti velkou výhodou. Kulometčík, který byl zároveň radistou, měl k dispozici kulomet DT ráže 7,62 mm v kulovém loži. Počátkem války byly radiostanicemi vybaveny pouze tanky velitelů rot, avšak postupem času se začal jejich počet zvyšovat. Členové osádky uvnitř tanku se spolu dorozumívali pomocí vnitřního hovorového zařízení. První modely tanku byly obvykle vybaveny motorem Mikulin M-17 z tanků série BT, který byl licenčním motorem BMW VI. Stroje vyrobené po roce 1940 už byly opatřeny dvanáctiválcovým vznětovým motorem V-2 o výkonu 493 koní. Naftový motor si cenili sovětští tankisté také pro to, že nafta při zásahu stroje nevzplála a nevybuchla tak snadno, jako u strojů protivníka, poháněných benzínem. Převodovka byla původně čtyřstupňová. Tank se řídil pomocí dvou řídicích pák, řadicí pákou, pedálem spojky a brzdovým pedálem. Jeho ovládání bylo namáhavé i kvůli nepřítomnosti posilovače řízení. Řidiči měli po ruce kladivo, které poměrně často potřebovali k poklepání páky, za kterou měli vzít. Přes tyto nedostatky byl tank i samotnými osádkami oblíbený pro svou jednoduchost a nenáročnost. Mnohé opravy se daly udělat doslova „na koleně,“ což bylo v drsných podmínkách východní fronty velkou výhodou. Sladěním nejdůležitějších kritérií, kterými byla výzbroj, pancéřování a pohyblivost, předčil jakýkoliv tehdy vyráběný tank.
První verze tanku byly vyzbrojeny kanóny ráže 76 mm, označují se tedy jako T-34/76. Šlo o poněkud různorodou skupinu s mnoha rozličnými úpravami a odlišnostmi pokud šlo o výrobní technologii. Jeho největší výhodou však byla jednoduchá konstrukce, která Sovětům umožňovala stavět jej v takřka neomezených počtech. T-34 ve své první verzi však měl i svou velkou konstrukční chybu. Tou byla bojová věž, která sice při čelním pohledu perfektně ladila s šikmými liniemi bočního pancéřování korby, byla však příliš malá, takže dovnitř se kromě kanónu F-34 vešel jen střelec a velitel, ale nabíječ už nikoliv. Zejména v divokých přestřelkách s německými tanky to znamenalo obrovskou nevýhodu, protože velitel musel kromě navádění řidiče a střelce ještě nabíjet dělo, jehož zásoba střeliva se převážně nacházela pod podlahou věže, kterou bylo nutno předtím odstranit…Ve stísněných podmínkách uvnitř to byl takřka nadlidský úkol, ztížený navíc potřebou neustálé ostražitosti. Kanón F-34 měl totiž poměrně veliký zákluz, na což doplatilo mnoho ruských tankových velitelů svými životy. Sovětům se tento problém podařilo částečně vyřešit variantou T-34/76D s novou šestihrannou věží s větším vnitřním prostorem; avšak stále dvoumístnou. Od konce roku 1943 byl pak T-34/76 postupně nahrazován verzí T-34/85 s novou, třímístnou věží vybavenou kanónem ZiS-3-53 ráže 85 mm, se kterým dokázal, na rozdíl od svého předchůdce, prorazit čelní pancíř německých těžkých tanků Tiger I a Panther, které T-34/76 vysoce překonávaly. T-34/85 představoval přiměřenou odpověď, byť otázka poměru sil mezi ním a jeho výše zmíněnými protivníky je dodnes zdrojem vášnivých polemik odborníků i obdivovatelů obou typů.

## Výroba
| Rok     | 1940 | 1941 | 1942  | 1943  | 1944  | 1945  | 1946–1955 |
| ------- | ---- | ---- | ----- | ----- | ----- | ----- | --------- |
| T-34/76 | 117  | 3014 | 12527 | 15833 | 4441  | –     | –         |
| T-34/85 | –    | –    | –     | –     | 10647 | 12551 | ~4500     |
| Celkem  | 117  | 3014 | 12527 | 15833 | 14263 | 12551 | ~4500     |

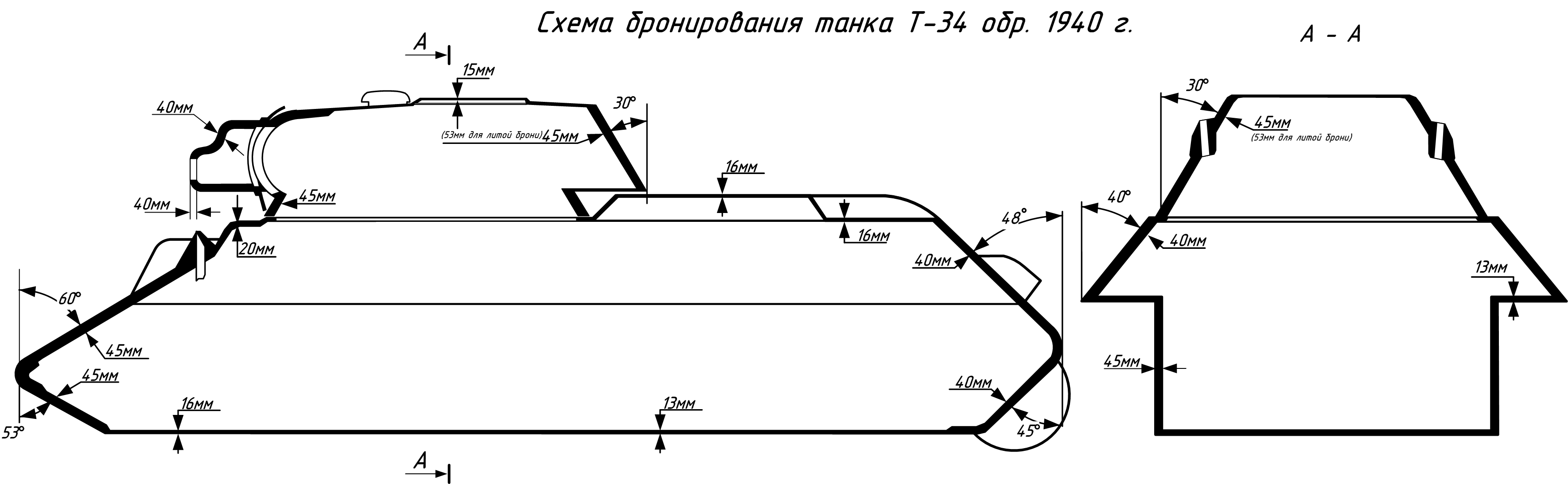
Schéma pancéřování

Dne 19. prosince 1939 Komisariát strojírenství vydal závodu ChPz příkaz vyrobit nultou sérii tanků, které po drobných změnách dostaly označení T-34. Jejich první zkoušky byly velice úspěšné, nicméně postupem času se začaly projevovat určité nedostatky v nadprůměrně rychlém opotřebování některých dílů, což vedlo k dalšímu zastavení produkce v březnu 1940, kdy maršál Kulik nařídil zrušení výroby a vyvinutí jiného, nového tanku. Jeho rozhodnutí bylo nakonec zvráceno, nicméně i tak došlo k další ztrátě času.
Tanky T-34 byly poháněny vznětovým motorem V-2, který vznikl jako pokračování vývoje experimentálního leteckého motoru. To se odráželo v jeho neobvykle nízké hmotnosti, dané rozsáhlým použitím hliníkových slitin. Většina strojů vyrobených v roce 1940 však byla kvůli nedostatku motorů V-2 vybavená motorem Mikulin M-17 (z tanku BT), což byl v licenci vyráběný německý motor BMW VI.
Navzdory tomu obdržela Rudá armáda do zahájení války nacistického Německa proti Sovětskému svazu asi 1225 tanků T-34, což byla impozantní síla. Drtivá většina z nich byla přednostně přidělena západním vojenským okruhům, kde posléze čelily německému vpádu. Nečinily tak však úspěšně, navzdory jejich technické převaze nad stroji nepřítele. Bylo to pravděpodobně způsobeno příčinami jako nedostatečný výcvik posádek a organizační zmatky. Faktem je, že během prvních 2–3 týdny po začátku operace Barbarossa byly sovětské tankové formace v západních vojenských okruzích prakticky zcela zničeny. Tento osud potkal jak jednotky vyzbrojené tanky typu KV, tak jednotky s tanky T-34.
Zároveň však nabíhala výroba v dalších továrnách a země přecházela na totální válečné hospodaření. Výroba se brzy rozběhla v Charkově, Kirově, Stalingradu, Mariupoli,Vorošilovgradě, Čitě, Novosibirsku, Čeljabinsku, Nižním Tagilu a později i ve městech Gorkij a Saratov. Výsledkem byla ohromující produkce mimo jiné i tankové techniky: do konce roku 1941 bylo vyrobeno přes 1500 tanků T-34 a produkce stále stoupala navzdory územním a hospodářským ztrátám. Částečně to bylo i tím, že se velení Rudé armády rozhodlo pro unifikaci výzbroje. V roce 1942 bylo vyrobeno asi 12 520 strojů, v roce 1943 asi 15 700 T-34/76 a téměř 300 strojů typu T-34/85, v roce 1944 asi 4441 T-34/76 a 10 600 strojů T-34/85 a v roce 1945 12 550 strojů T-34/85 (z toho asi 7 330 do konce války). Celkem SSSR vyrobil v letech 1940–1945 přes 50 000 těchto tanků, celková produkce všech typů T-34 včetně poválečné činí přes 60 000 kusů. Výroba byla zastavena v roce 1946, v 50. letech však byly ještě nějaké stroje vyrobeny ve zbrojovkách sovětských satelitů, konkrétně Polska a Československa. Jednalo se asi o 4 500 strojů. Dále během války vznikly plamenometné varianty a na podvozku T-34 byly postaveny i stroje jako stíhače tanků SU-85, SU-100 a SU-122. Plamenometná verze OT-34 byla postavena na bázi tanku T-34/76. Změna byla pouze v tom, že se příďový kulomet DT nahradil plamenometem ATO-41. První takto koncipované plamenometné tanky se příliš neosvědčily, neboť vnitřní nádrže hořlaviny měly objem pouhých 100 litrů, což omezovalo jejich použití; plamenomety ATO-41 byly zatíženy ještě dalšími technickými nedostatky. To se podařilo vyřešit až s příchodem plamenometu ATO-42 a tanku TO-34. Ten vznikl tak, že se do tanku T-34/85 namísto příďového kulometu instaloval plamenomet ATO-42.

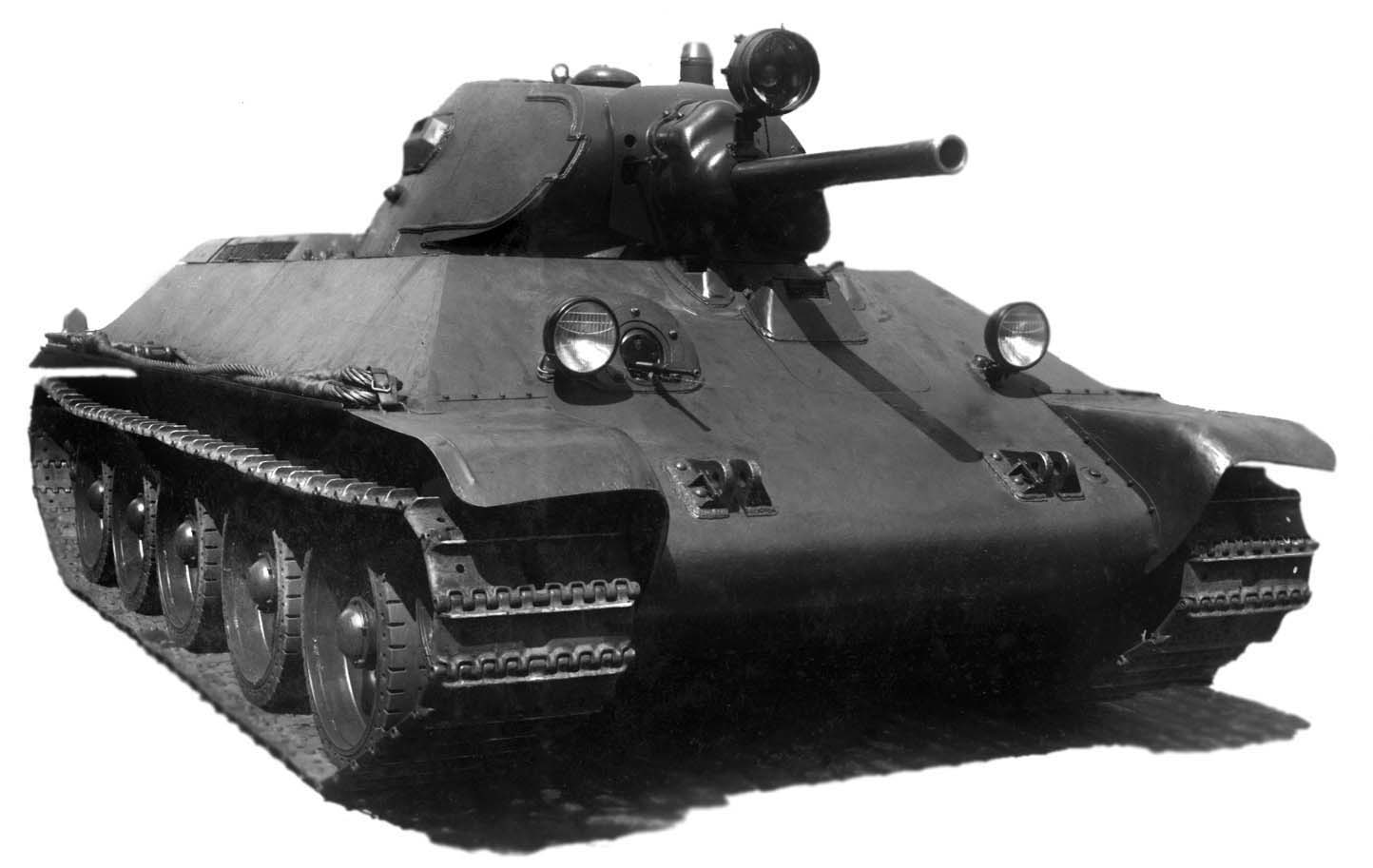
Prototyp T-34 Model 1940 (Kanon L-11)
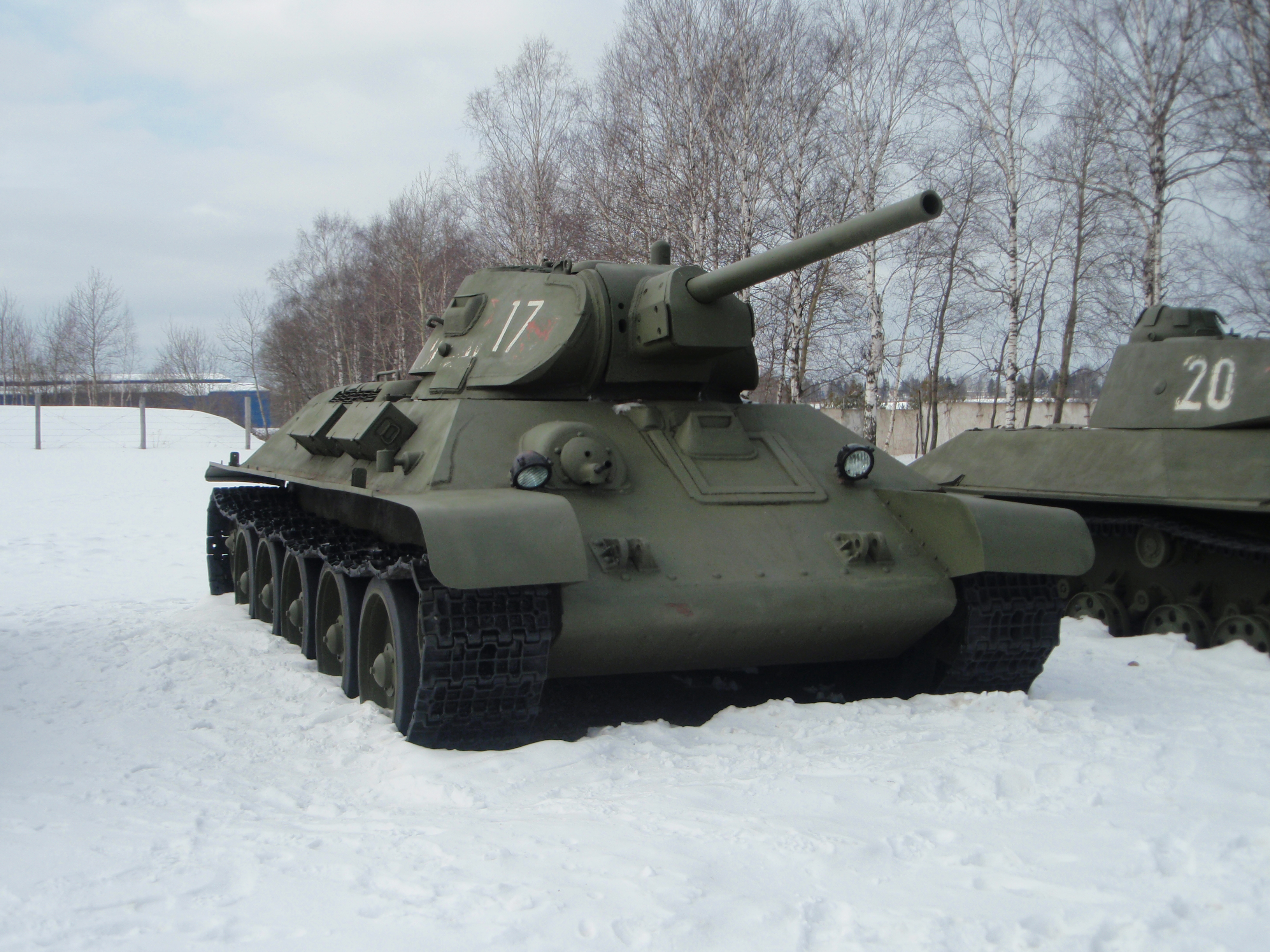
Model 1941 (Kanon F-34)
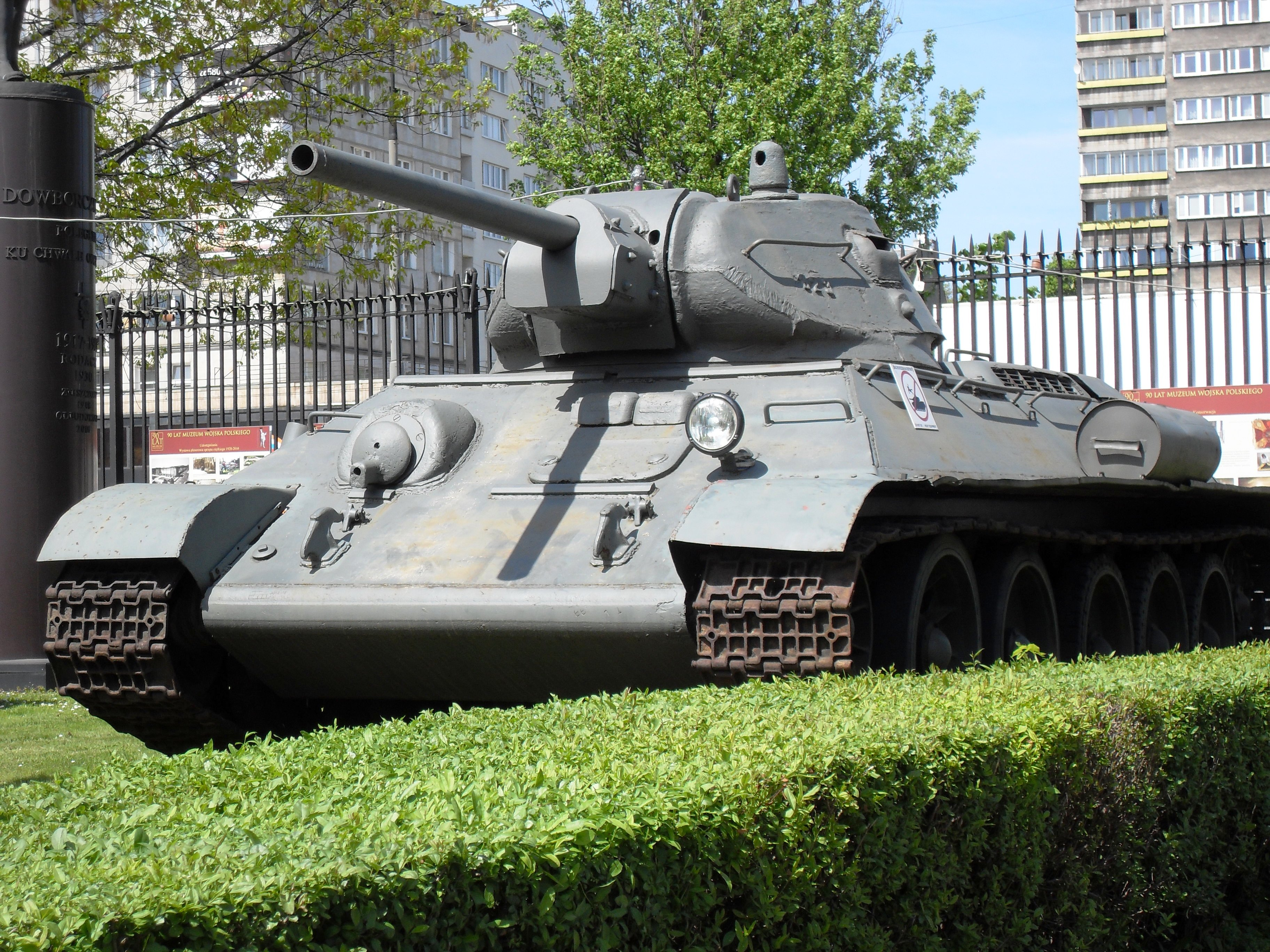
Přechodný model 1941/42
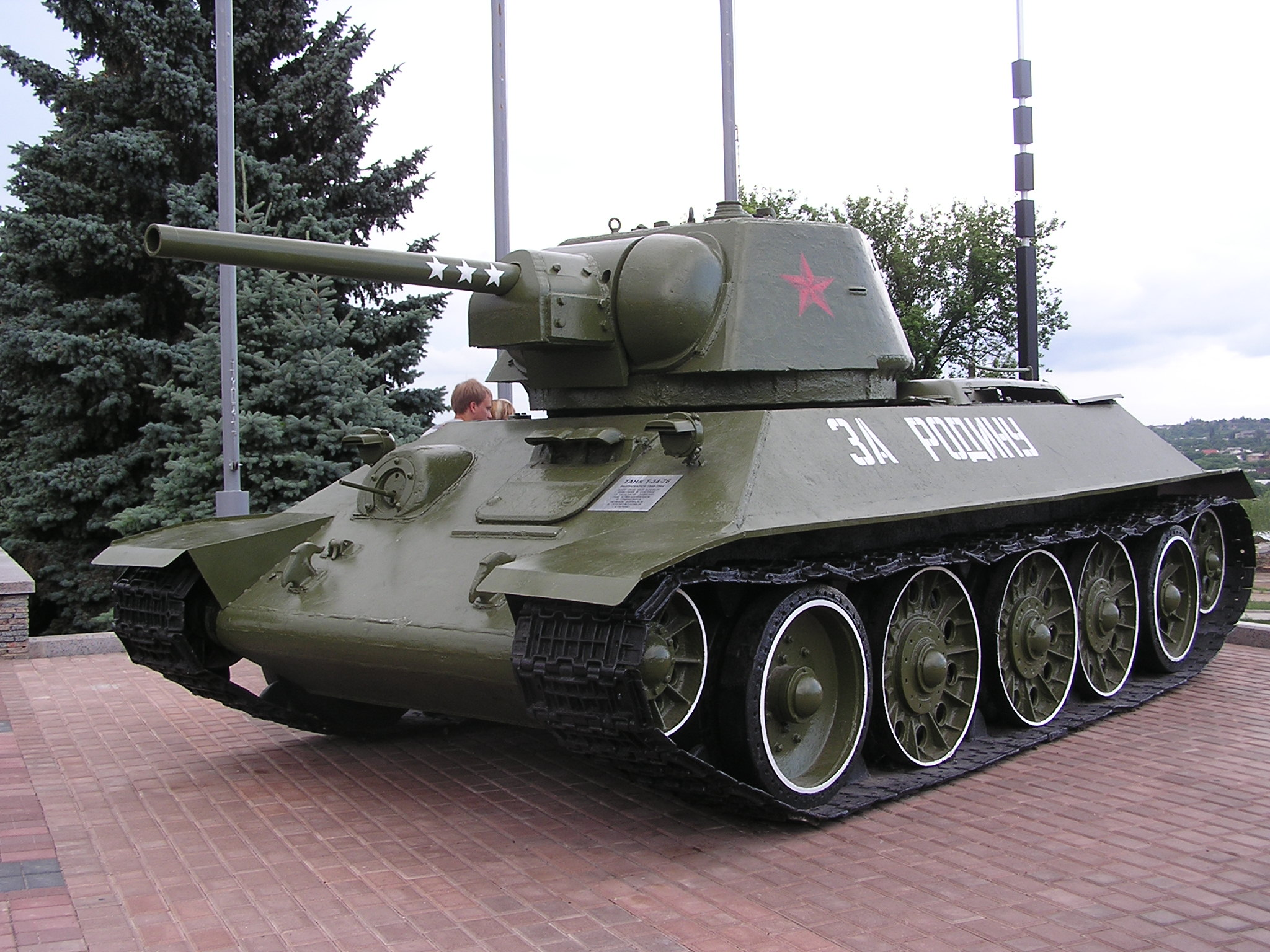
Model 1943
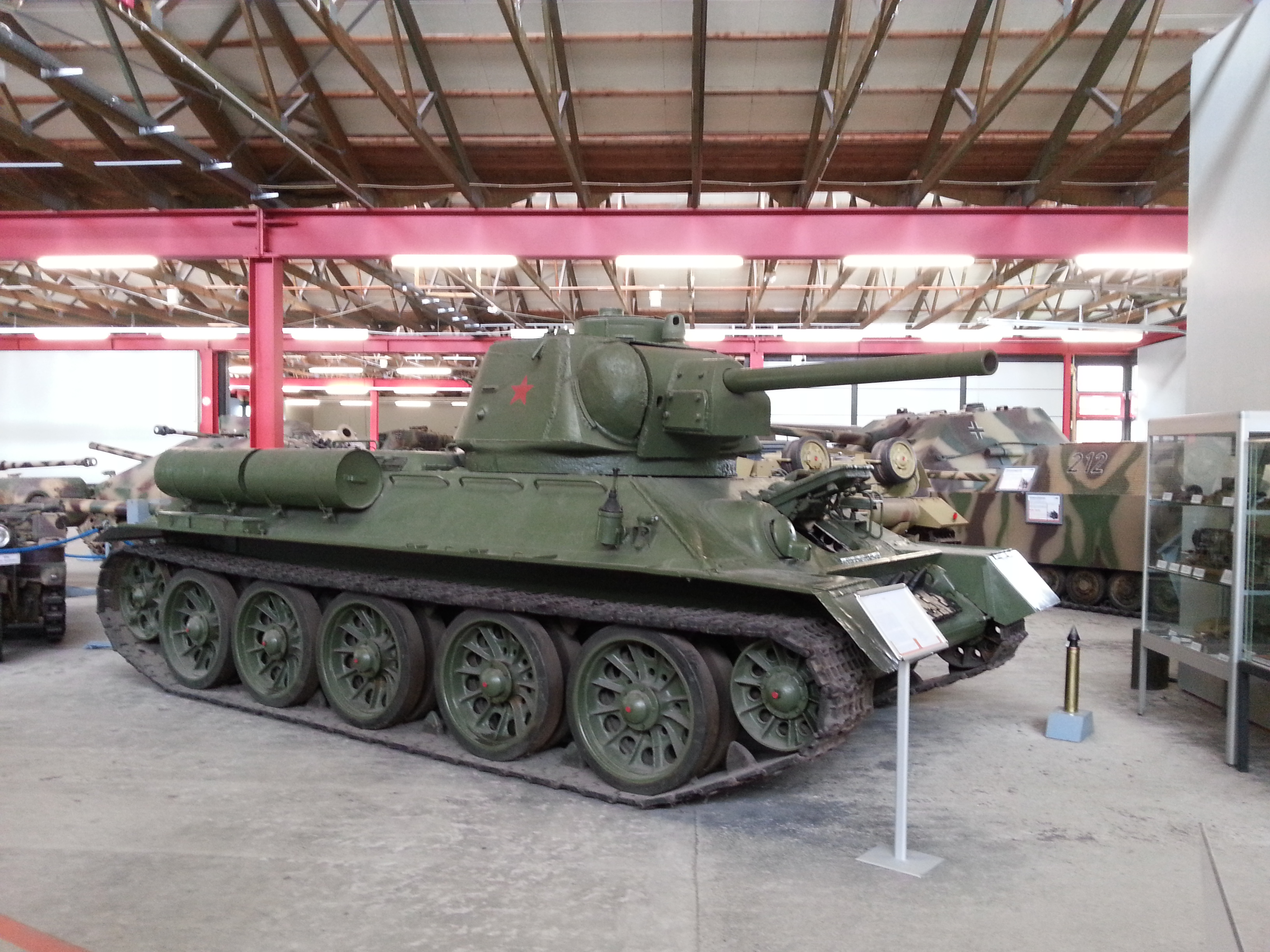
Model 1943 (s velitelskou věžičkou)

## Porovnání s německými tanky
V době svého prvního nasazení představovaly tanky T-34 zcela novou kvalitativní třídu v rámci tankových konstrukcí. Německé tanky typů Pz I, vyzbrojené dvěma kulomety, Pz II s 20mm kanónem, Pz 35(t), Pz 38(t) a Pz III s 37mm kanónem jej vůbec nemohly ohrozit, neboť nedokázaly prostřelit jeho pancíř ani z těsné blízkosti. Poněkud lépe si vedly nové Pz III s 50mm kanónem a stíhač tanků Panzerjäger I, které mohly prostřelit některé slabší části zadního pancíře. Nejlépe na tom byly tanky typu Pz IV, vyzbrojené krátkým 75mm kanónem a útočná děla Stug III (ve verzích A až E), které dokázaly nablízko prostřelit zadní i boční pancíř a při velkém štěstí údajně i čelní. Nejdříve se ale musely tak blízko dostat, což nebylo zas až tak jednoduché, protože 76mm kanón T-34 bez problémů probíjel čelní pancíř všech těchto strojů i na velkou vzdálenost. Německé tanky vedly ve vedlejších parametrech, technice a její kvalitě. Všechny měly radiostanice, jejich vnitřní bojový prostor nebyl tak stísněný, měly kvalitnější zaměřovací techniku a lépe řešený výhled ven. Také byly spolehlivější. Na druhou stranu ale tyto rozdíly v sekundárním vybavení nehrály v případě střetnutí příliš velkou roli. V roce 1941 T-34 prostě neměl soupeře.
Situace se začala měnit v roce 1942, kdy se na frontě začaly objevovat improvizované stíhače tanků Marder I a první Pz IV v provedení F2 (něm. Ausführung či Ausf. F2) s dlouhým 75mm kanónem. Tak získal T-34 soupeře, se kterým už musel počítat, byť je stále překonával, alespoň v některých typech boje. Dalším nebezpečným soupeřem se stala útočná děla Stug III, která od série F obdržela dlouhý 75milimetrový kanón. Tanky Pz III dostaly dlouhý 50mm kanón, takže získaly alespoň nějakou, byť nepříliš velkou šanci. Dne 23. září 1942 došlo také k prvnímu nasazení těžkých tanků Tiger, jejichž nízké počty však do konce roku nesehrály významnější úlohu. Tanky T-34 tak stále představovaly určitou vyšší kvalitu, zejména protože se postupně dařilo zvyšovat počet těch s vysílačkou a vylepšovat jejich sekundární struktury, ale některé německé stroje se dostávaly nebezpečně blízko.
V roce 1943 se na frontě objevila již celá řada strojů s nimiž se T-34/76 mohl měřit jen stěží. V prvé řadě šlo o těžký tank Tiger I (který byl ovšem trochu jiná třída) a „střední“ tank Panther, který T-34 výrazně překonával zejména přesností a účinností svého 75mm kanónu. Také se objevila již celá řada německých stíhačů tanků druhé generace, které již byly s to snést přímý střet s tanky T-34. Odpovídající odpovědí sovětské válečné výroby byl tank T-34/85. Vášnivý spor o to, který tank byl lepší, zda Panther nebo T-34/85, je dlouholetou zábavou obdivovatelů tankové techniky a rozhodnout jej víceméně nelze, protože oba tanky byly určeny k různým úkolům a byly lepší či horší v různých parametrech.

## Služba

### Operace Barbarossa (1941)

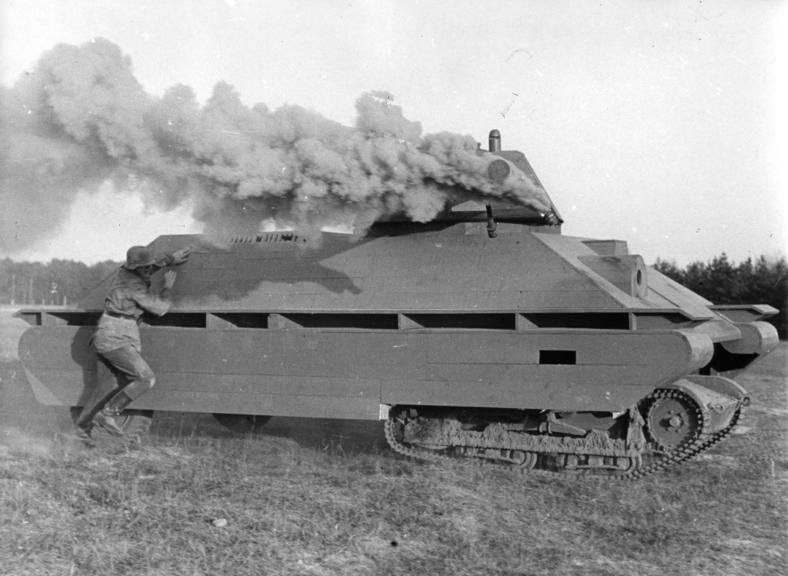
Německý cvičný model tanku T-34 postavený na tančíku TK-3

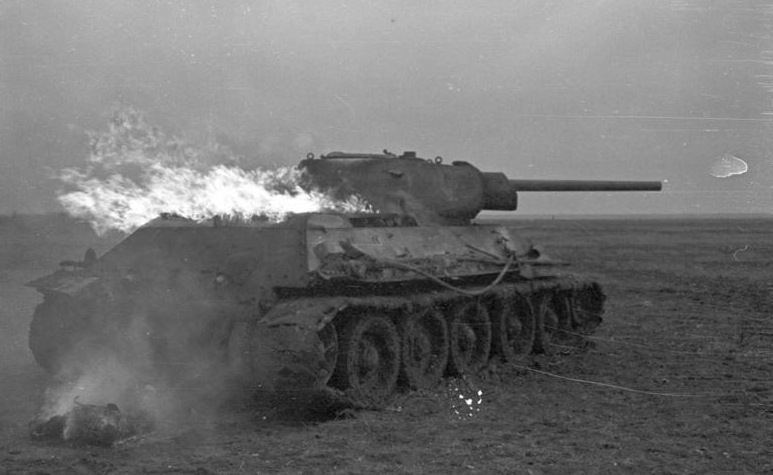
Hořící T-34 (1941)

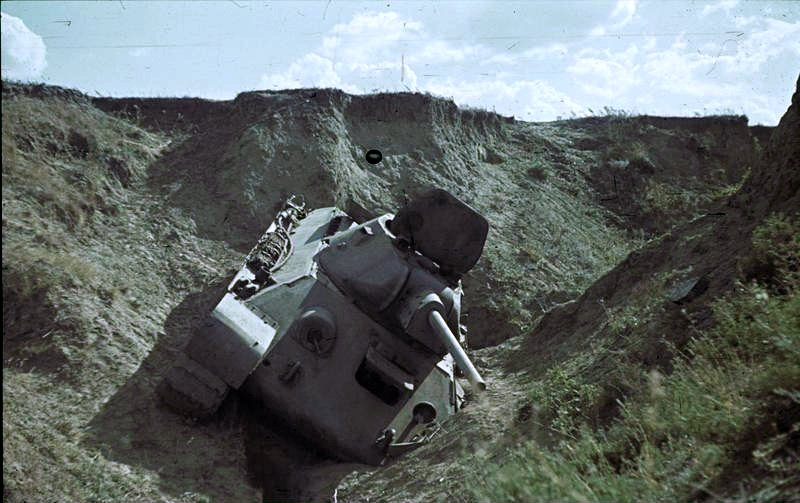
Zapadlý T-34, 1942

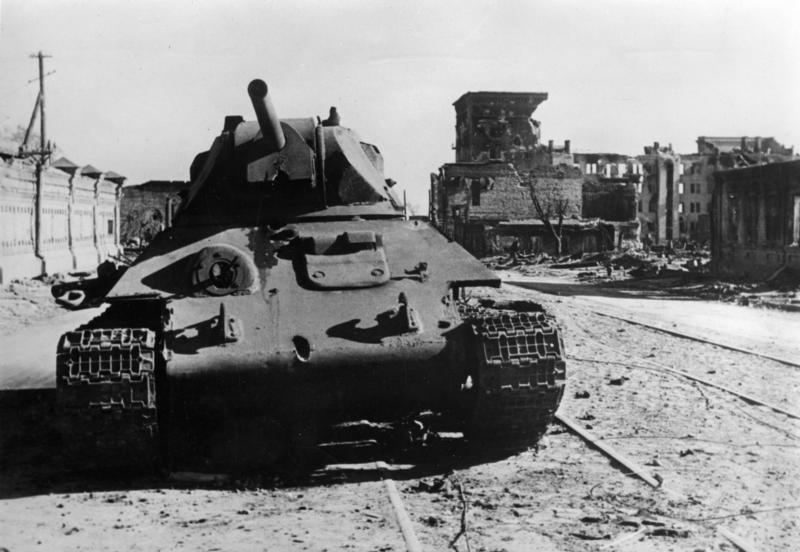
T-34 ve Stalingradu

Prototypy tanku T-34 postavené v lednu 1940 měly být podle představ inženýrů vyzkoušeny v průběhu Zimní války, ovšem ta nakonec skončila příliš brzy, než se mohly zapojit do akcí. První bojové nasazení tedy čekalo tanky T-34 až po zahájení operace Barbarossa. První zdokumentovanou akcí tanků T-34 je úspěšný protiúder jednoho praporu 34. tankové divize u řeky San 22. června 1941. Úspěšnost této akce byla ale (v této době) spíše ojedinělá. Přestože tanky T-34 měly zdrcující převahu nad kterýmkoliv tehdejším německým tankem, byly jejich formace v prvních 2–3 týdnech války prakticky zcela vyhlazeny, což mělo několik důvodů.
Prvním byla nevycvičenost osádek tanků – jednak absolutní (úroveň výcviku byla v Rudé armádě celkově velmi nízká), jednak způsobená tím, že se posádky nestihly se stroji sžít. První várky těchto tanků navíc trpěly značnou poruchovostí (což lze ovšem říci o všech nových typech tanků obecně). Na své si ale přišly i další neduhy Rudé armády.
Patrně největší problém představovala logistika. V tomto ohledu šlo zejména o důsledek nekompetence a diletantismu velitelů Rudé armády, zejména už dříve zmíněných maršálů Kulika a Vorošilova, kteří systematicky zanedbávali celý logistický úsek. Nejhůře se tento fakt projevil u tankových vojsk, pro něž nebyly vystavěny odpovídající kapacity skladů, cisteren a zásobovacích vozů, odtahová služba pak prakticky neexistovala. Celá věc byla ještě zhoršena faktem, že tank T-34 byl jeden z mála sovětských strojů, který používal jako palivo naftu. Tato výjimečnost (která jinak byla velice výhodná, neboť tank neměl takovou tendenci po zásahu vzplanout) mu byla zpočátku mnohdy osudná, protože zatímco distribuce benzínu a střeliva byla sice ubohá, ale občas fungovala, distribuce nafty krátce po zahájení bojů prakticky přestala existovat. Těch několik cisteren a skladů, které existovaly a v žádném případě nemohly pokrýt spotřebu, velice rychle vyřídila Luftwaffe, pokud je ovšem na svém rychlém postupu nezabrala Wehrmacht. Důsledkem bylo, že nejlepší tanky, jakými Rudá armáda disponovala, musely být na ústupu ničeny či opuštěny, protože je nebylo možno vzít s sebou.
Druhým aspektem byl chaos a nesoulad v rámci vedení bojových operací. V prvé řadě velice vázla komunikace mezi jednotkami a mezi jednotkami a nejvyšším velením. Stalin, Timošenko a další vedoucí vojáci a politici inklinovali k přímému řízení operací, ačkoliv nebyli schopni získávat aktuální informace z bojiště a efektivně předávat své rozkazy jednotkám. Opakovaně se stávalo, že se podařilo předat včas jen část rozkazů, resp. že existovala pouze část z jednotek, které měly útok provést. Tak se třeba mohlo stát, že z jedné pěší divize, jedné jízdní divize a tankové divize, které měly společně provést protiútok, se podařilo sehnat pouze 1 tankový prapor, který ovšem neměl adekvátní prostředky k útoku a byl při něm rozdrcen. Opakované pokusy velení o větší operace rozsáhlejších proporcí a synchronizaci vyšších jednotek ve složitějších manévrech končily katastrofami způsobenými nedodržením termínů klíčových částí uskupení a jeho rozdrcením „část po části“. Celé divize a někdy i tankové sbory byly přesunovány na základě chaoticky se měnících a prakticky neověřitelných informací z fronty, takže najezdily stovky kilometrů bez jediného výstřelu, opotřebovaly se, spotřebovaly většinu paliva a utrpěly těžké ztráty opakovanými údery Štuk.
Jestliže spolupráce na strategické úrovni vázla, na taktické rovině byla ještě horší. Spojení mezi jednotkami bylo velmi špatné. Vysílačku (nijak kvalitní) měly pouze velitelské tanky, které byly navíc vybavené velice nápadnou anténou, což z nich dělalo primární terče. Byl-li tedy zničen velitelský tank, padla jakákoliv šance na změny rozkazů tankové jednotce a jakákoliv (ovšem i dříve spíše hypotetická) šance na reálnou koordinaci jednotek nebo možnost požádat o dělostřeleckou podporu či varovat před pastí. Další nevýhodou tohoto uspořádání byl fakt, že pokud měl velitel předat své jednotce změnu rozkazů, tak (pomineme-li možnost, že v jednodušších případech stačilo změnit směr a jednotka i nadále jela za ním) musel otevřít poklop tanku a předat správu za pomoci vizuální signalizace. V tuto chvíli tvořil velitel snadný cíl pro odstřelovače a mnoho posádek mělo kvůli nekvalitnímu výcviku problémy s přečtením jeho signálů.
Velký problém představovala německá nadvláda ve vzduchu – nejen kvůli úderům ze strany německého letectva, ale také kvůli nerušenému leteckému průzkumu, který německé straně zajišťovala. Německé jednotky byly před sovětskými často předem varovány a mohly se připravit, zatímco sovětská strana při absenci leteckého i pozemního průzkumu útočila naslepo. Velká jednotka tanků T-34 sice mohla rozdrtit jakékoliv tankové uskupení (respektive uskupení jakýchkoliv obrněnců), které by potkala, a přežila bez nehod ostřelování většinou standardních protitankových děl, jenže dostat se k takovémuto boji se jí podařilo jen málokdy. Pokud vůbec potkala německé tanky, ty často jednoduše ustoupily a vylákaly ji do pasti, kde ji rozstřílel zamaskovaný 88mm Flak. V jiných případech neexistující či špatný průzkum a nekvalitní mapy vedly k tomu, že tanky zapadly do bažin nebo najely do minových polí.

### Další akce (1942–1943)

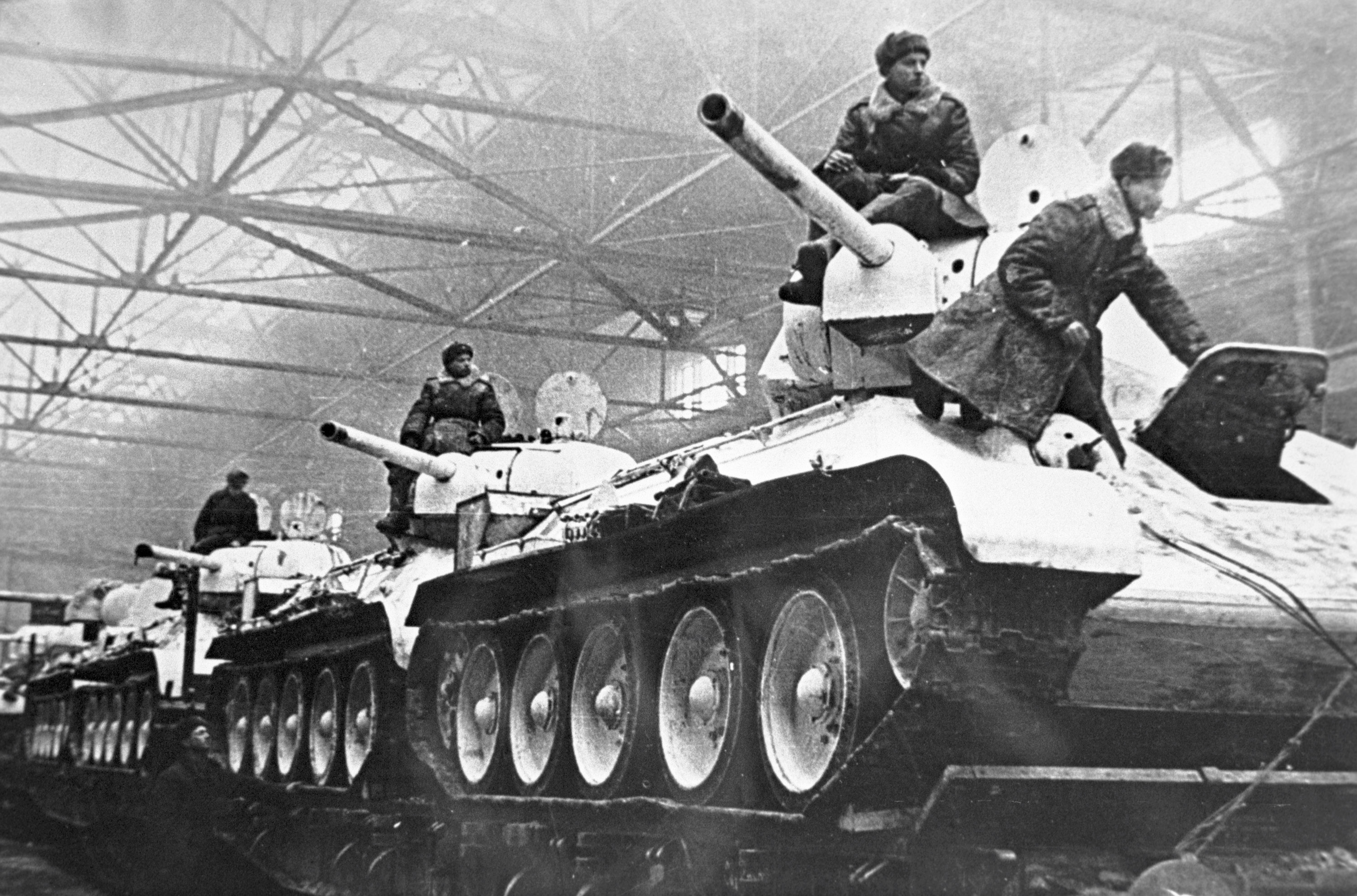
T-34 během cesty na frontu

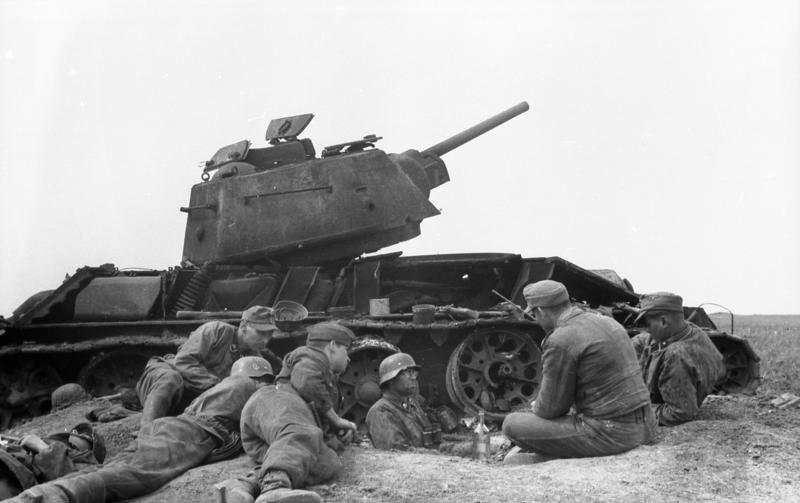
Zničený T-34, Rumunsko 1944

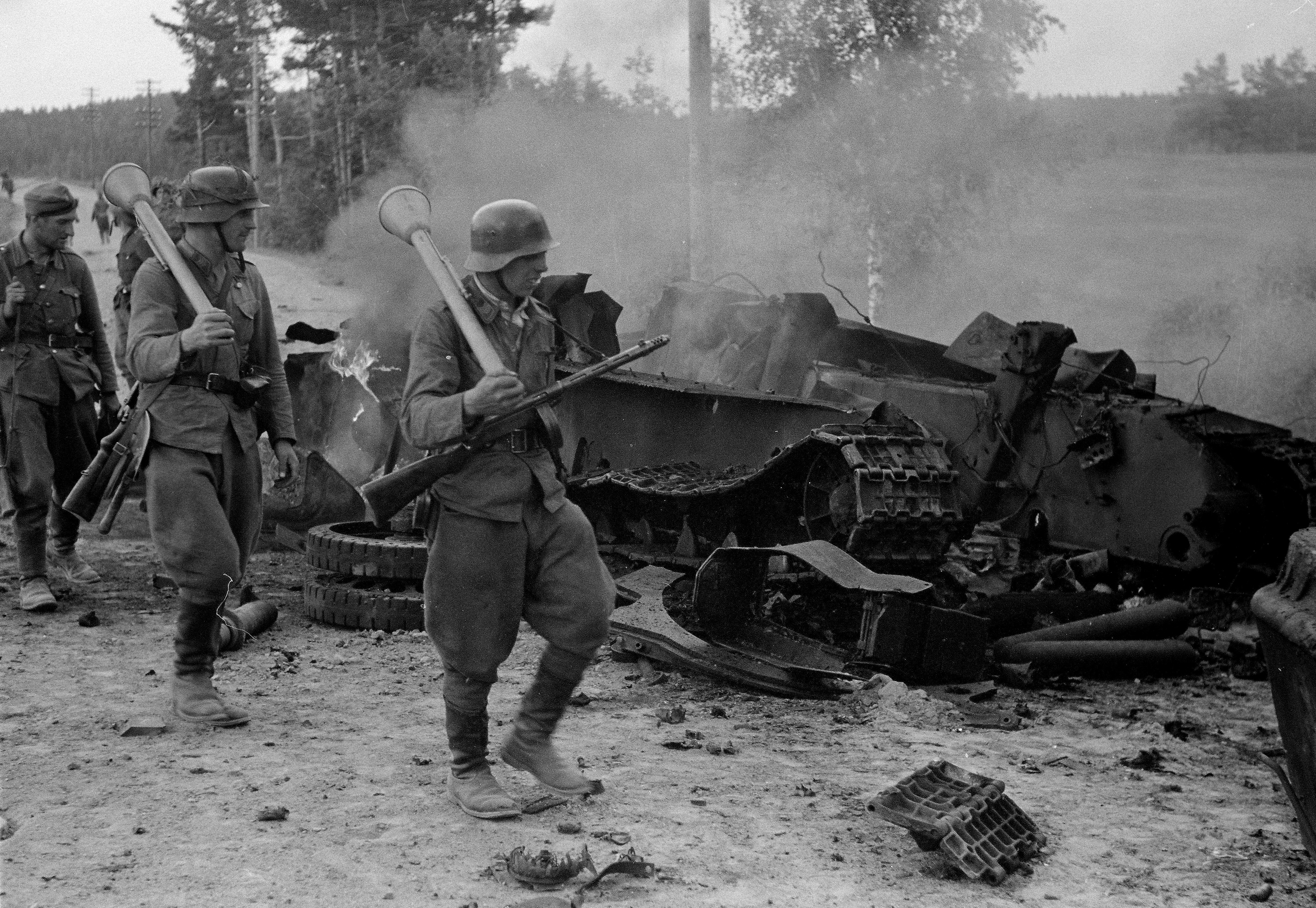
T-34 zničený v bitvě v oblasti Tali-Ihantala 30. června 1944

V průběhu války došlo k podstatné změně situace. Mohutné výrobní kapacity jedoucí na plný plyn a značné lidské rezervy vedly k tomu, že SSSR chrlil nové tanky i s osádkami v obrovském množství, takže ani výrazný nepoměr ztrát tanků v boji, který v roce 1941 činil 1:7 v neprospěch sovětské strany, nedokázal Rudou armádu zlomit (jen 8% sovětských tanků v prvním roce války byly moderní typy T-34 a KV). Postupně docházelo k vyrovnávání kvality obou armád, jak u posádek tanků, tak velení jednotek.
V rámci kvality osádek šlo o důsledek strašlivých ztrát v německých řadách, kdy na místo veteránů přišli nezkušení jedinci. Tento trend byl patrný i v tankových silách, přestože ty si díky své elitnosti udržovaly jistou úroveň a spíše vysávaly kvalitní bojovníky ostatních druhů zbraní, zejména pak pokud šlo o posádky útočných děl a stíhačů tanků. Na sovětské straně pak docházelo ke zlepšení výcviku a postupnému získávání zkušeností.
Vyrovnávání kvality lidí ovšem nepřineslo tak evidentní efekt, jak by mělo mít, neboť byl potlačován tím, že německé tanky a stíhače tanků rychle dostihly kvalitativně své protějšky. Sekundární zlepšení tanků T-34 (zlepšení zaměřovací a pozorovací optiky, dovybavení vysílačkami a snížení poruchovosti) nebylo adekvátní vůči faktu, že německé tanky dostaly nové zbraně s ještě kvalitnější optikou a že se objevily nové tanky a stíhače tanků, které stroje T-34 překonávaly. Sovětská strana reagovala novou generací tanků T-34/85, která překonávala odpovídající stroje řady Pz IV, nicméně už nikdy nezískala tak výrazný náskok, jako na začátku války.
V důsledku určitého vyrovnání kvality se naplno projevila hospodářská převaha Spojenců. Tank T-34 byl na frontě nasazen ve velmi velkém množství, tuto početní převahu využívala např. taktika pro boj s tanky Tiger, která spočívala v tom, že se minimálně čtyři T-34 vrhaly na osamoceného protivníka s předběžnou kalkulací, že dva až tři z nich budou odepsány, aby se zbytek dostal do pozice, odkud byl úspěch takřka zaručen – poměr ztrát 3:1 byl v tomto případě považován za velmi výhodný pro sovětskou stranu. Ta obecně nijak nelitovala obětovat vlastní síly, pokud to považovala za vhodné k urychlení operací a dosažení dobrého výsledku, ať už byl definován jakkoliv. V mnoha případech se proto stávalo, že po větší ofenzívě musel být vozový park tankových jednotek vybudován prakticky znovu. Tyto vysoké ztráty nepadají na hlavu kvality tanku, jsou zapříčiněny sovětským stylem boje a zejména způsobem nasazování tanku v bojích ve městech a nepřehledném terénu.
Stroje T-34 byly v průběhu války dodány několika sovětským spojencům, zejména v SSSR sestaveným polským a československým jednotkám, bulharské armádě po jejím přejití na stranu SSSR a jugoslávským partyzánům.

### T-34-85

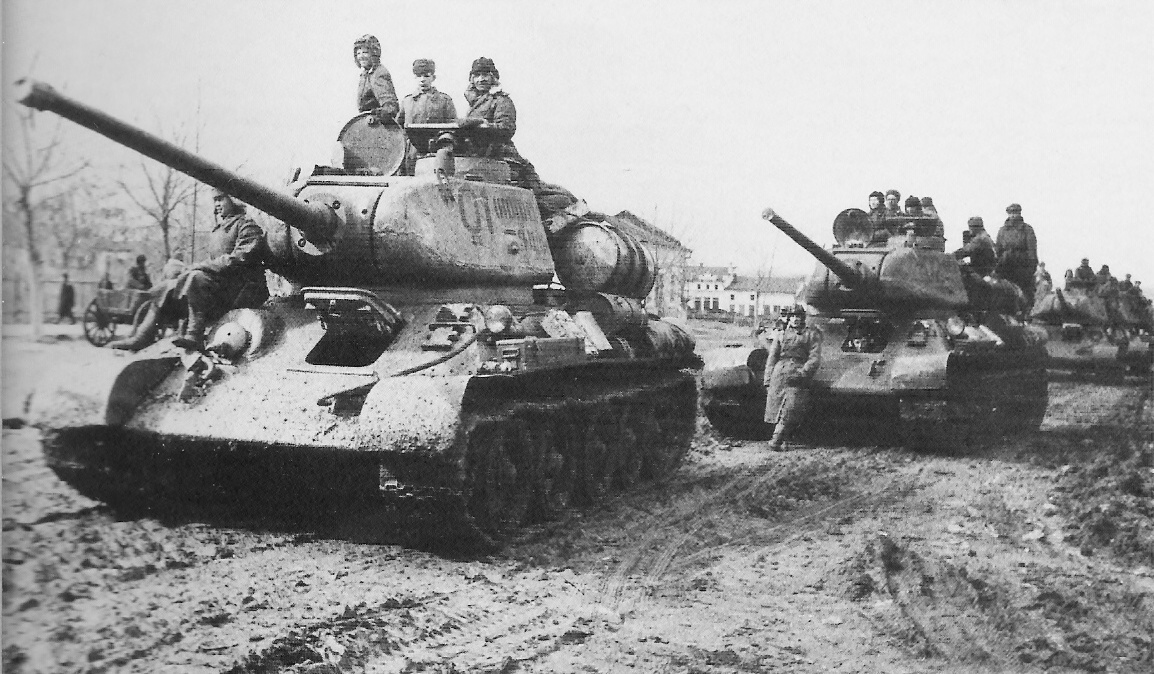
Tanky T-34/85

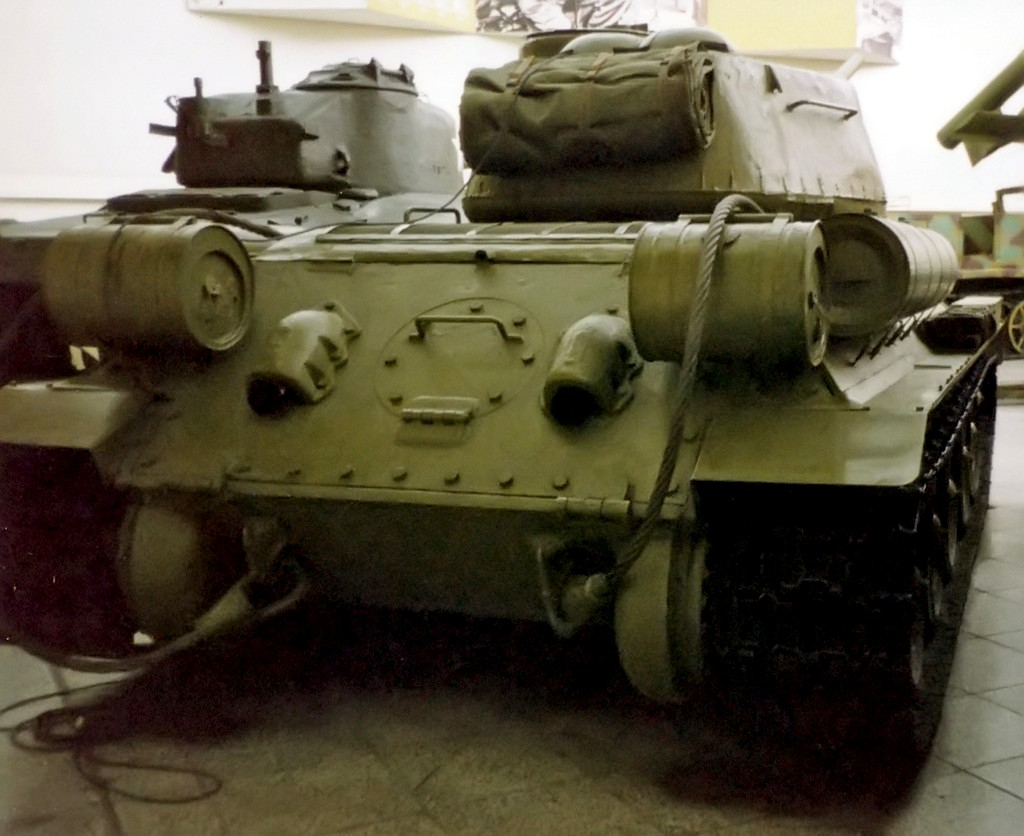
Zadní pohled na T-34-85 z továrny č. 174. Uprostřed je kruhový přístupový poklop k převodovce, vedle výfukové potrubí, kouřové kanystry MDŠ na zadní části korby a přídavné nádrže po stranách

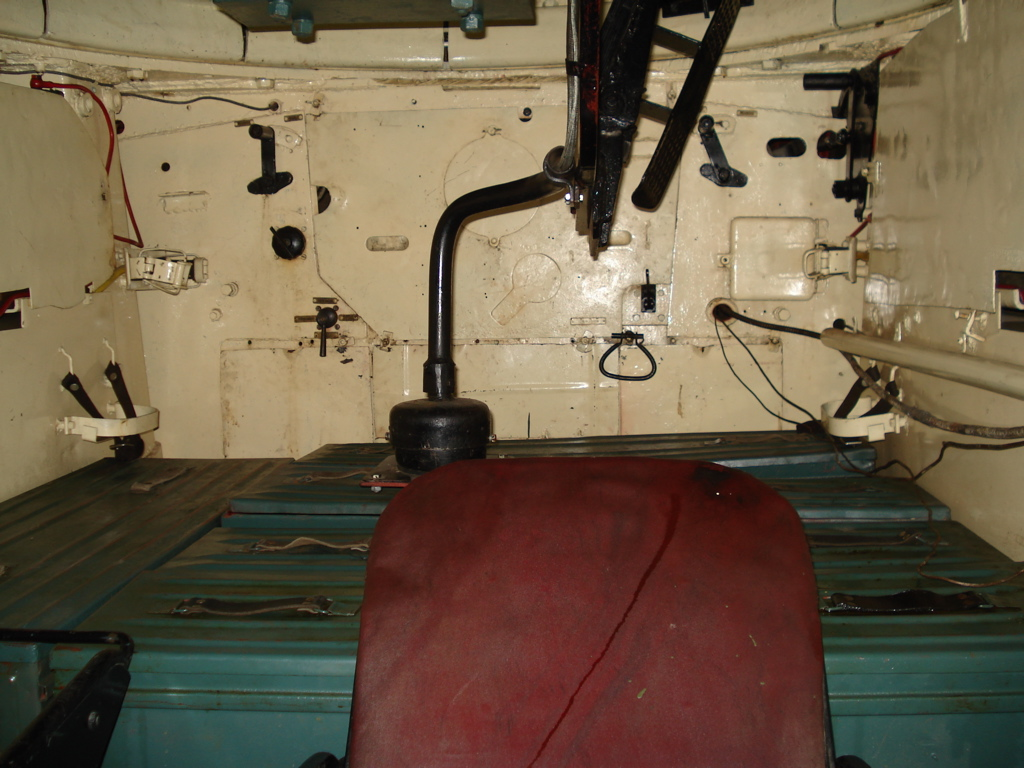
Interiér tanku T-34-85 při pohledu z poklopu řidiče, zobrazující muniční boxy, na kterých musel nakladač stát v absenci otočného koše. V popředí je sedadlo řidiče

Poté, co se v boji roku 1942 objevily vylepšené německé tanky Panzer IV s dlouhým 75mm kanónem, byl zahájen projekt zcela nového sovětského tanku, jehož cílem bylo zvýšit pancéřovou ochranu a zároveň přidat moderní prvky jako torzní tyče a tříčlennou věž. Tento nový typ T-43 měl být univerzálním tankem, který by nahradil T-34 i těžký tank KV-1. Pancéřování prototypu T-43, přestože bylo těžší, stále nebylo proti německým 88 mm dostatečné, zatímco jeho pohyblivost byla horší než u T-34. Ačkoli T-43 sdílel více než 70% svých komponent s T-34, při výrobě by stále vyžadoval výrazné zpomalení výroby. V důsledku toho byl vývoj T-43 zrušen.
Nejen, že měly německé tanky postupně lepší výzbroj, ale také pancéřování. Poté co se sovětským jednotkám podařilo ukořistit Tiger I a provést s ním zkoušky, bylo neoddiskutovatelné, že je třeba zlepšit technické parametry tanku T-34 a to jak zesílením výzbroje, tak po stránce pasivní ochrany. Sověti našli celkem brzy poměrně jednoduché a technicky nenáročné řešení, když na podvozek stávajícího tanku T-34/76 posadili upravenou věž z těžkého tanku KV-85. Koncem roku 1943 bylo vyrobeno prvních 300 ks tanků T-34/85. Jeho výzbrojí byl kanón D5-T, který byl používán v tancích IS-1, KV-85 a samohybných dělech SU-85. Vzhledem k problémům s dodávkami těchto kanónů byly od března 1944 montovány do tanků T-34 kanóny S-53 a od léta ZIS S-53 (L/53), oboje ráže 85 mm. Vedlejší výzbrojí tanku byly dva kulomety DT ráže 7,62 mm, z toho jeden ve věži, druhý v čele korby. K pohonu sloužil vznětový motor V-2-34 o výkonu 500 HP. Podvozek sestával na každé straně z napínacího kola vpředu, hnacího vzadu a pěti velkých pojezdových kol, které byly uloženy na vlečených ramenech. V roce 1944 bylo vyrobeno 10 647 kusů a roku 1945 12 551 kusů T-34/85.
Od druhé poloviny roku 1943 začaly na frontu proudit nové tanky i samohybná děla, jež měly zajistit výraznou převahu nad německou technikou. Páteří vojsk a nejrozšířenějším typem tanku stále zůstával tank T-34. Ideální představou sovětských velitelů bylo, že při útočném boji pojedou tanky T-34 za první vlnou těžkých tanků KV a IS. Další vlny tanků měly pronikat do postavení nepřítele a rozvíjet vytvořené průlomy. Při obranném boji měly zůstávat tanky za pěchotou, připravené ke střetu s německými tanky, kterým se podařilo proniknout sovětskými liniemi. V obraně měly spolupracovat T-34 se samohybnými kanóny SU-85, SU-100 a SU-122 a vytvářet hloubkovou obranu. Roku 1943 též došlo k zásadnímu zlepšení výcviku posádek sovětských tanků, zdokonalila se jejich součinnost s ostatními druhy vojsk, taktika a organizace v boji, takže došlo k jejich postupnému vyrovnání s německými tankisty.
V letech 1944 a 1945 vysílali Sověti do útočných operací mohutné tankové armády. Na úseku fronty jeden a půl kilometru dokázali soustředit přes 200 tanků. Na jaře a na podzim 1944 Němci ustupovali rozbahněným územím, na kterém se dokázaly pohybovat pouze tanky T-34. Tyto manévrovací schopnosti spolu se stále větší kvantitativní převahou sovětských tanků měly za následek poměrně rychlý postup vojsk i v nepříznivých klimatických podmínkách. Jestliže v roce 1941 na jeden zničený německý tank připadalo šest až sedm sovětských, tak ke konci roku 1944 byl tento poměr jedna ku jedné. Výroba tanků T-34 se 76mm kanónem definitivně skončila roku 1944, a od té doby se vyráběl pouze s kanónem ráže 85 mm. Kromě klasického tanku Sověti produkovali T-34 v různých variantách, jako byl plamenometný, mostní, odminovací a vyprošťovací. Tank T-34 svedl ještě mnoho bitev, než dorazil do Berlína, a stal se nejvýraznějším symbolem vítězství komunistického Sovětského svazu nad nacistickým Německem.

### Nasazení v německých řadách

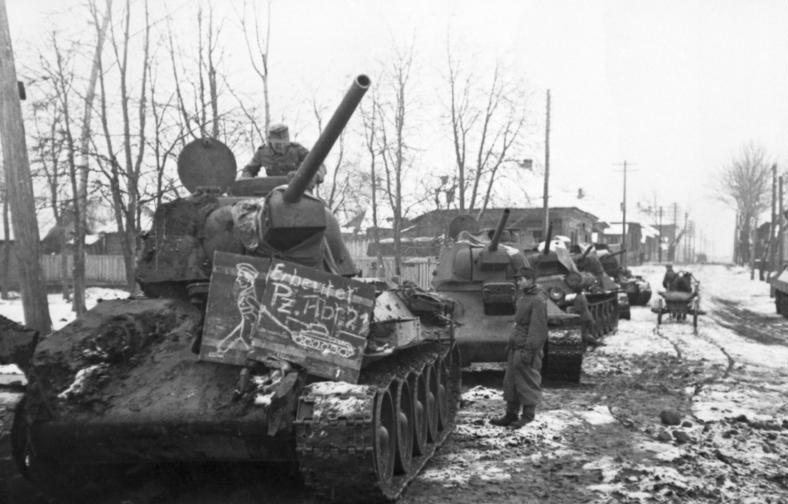
Zajaté tanky T-34 Model 1943 ve službách Wehrmachtu, leden 1944

Německá armáda často používala velké množství zajatého materiálu a T-34 nebyly výjimkou. Boj na východní frontě zaznamenal velký počet zabavených T-34, i když jen málo z nich bylo verze T-34-85. Němci je označili jako Panzerkampfwagen T-34 747(r). Od konce roku 1941 byly zajaté T-34 převezeny do německých dílen k opravám a úpravám podle německých požadavků. V roce 1943 byla pro tento účel použita místní tanková továrna v Charkově. Tanky byly někdy upraveny podle německých standardů instalací německé velitelské kupole a rádiového vybavení.
První zajaté T-34 vstoupily do německých služeb v létě 1941. Aby se předešlo chybám při rozpoznávání, byly na tancích, včetně horní části věže, natřeny velké kříže nebo dokonce svastiky, aby se zabránilo náletům letadel Osy. Málo poškozené tanky byly buď zakopány jako bunkry nebo byly použity pro účely testování a výcviku.
Existují nepotvrzené zprávy o 7. tankové divizi zachycující alespoň jeden T-34-85. Údajně byl T-34-85 vybaven německým 88mm kanónem (KwK 36), který byl odstraněn z poškozeného typu Tiger I a byl použit během Východopruské operace. Nebyl pořízen žádný obrázek vozidla a není tedy známo, zda byl skutečně vyroben.

### Boje v Mandžusku
Těsně po půlnoci 9. srpna 1945, ačkoli Japonci považovali terén pro obrněné formace za neprůchodný, napadl Sovětský svaz Japonské císařství v okupovaném Mandžusku. Kombinovaná vojska Rudé armády dosáhla úplného překvapení a použila silný, hluboko pronikající útok s klasickým vzorem dvojitého obklíčení v čele s tanky T-34-85. Japonské síly byly redukovány, protože elitní jednotky byly odveleny na jiná bojiště a zbývající síly byly uprostřed přesunu. Zbývající japonské tanky, které měly útoku čelit, byly drženy vzadu a v boji nebyly použity; Japonci měli slabou podporu ze strany letectva, ženijního zabezpečení a komunikací. Japonské síly byly překonány, i když někteří kladli odpor. Japonský císař předal 14. srpna příkaz ke kapitulaci, ale Kuantungská armáda do 17. srpna nedosáhla formálního příměří.

### Korejská válka

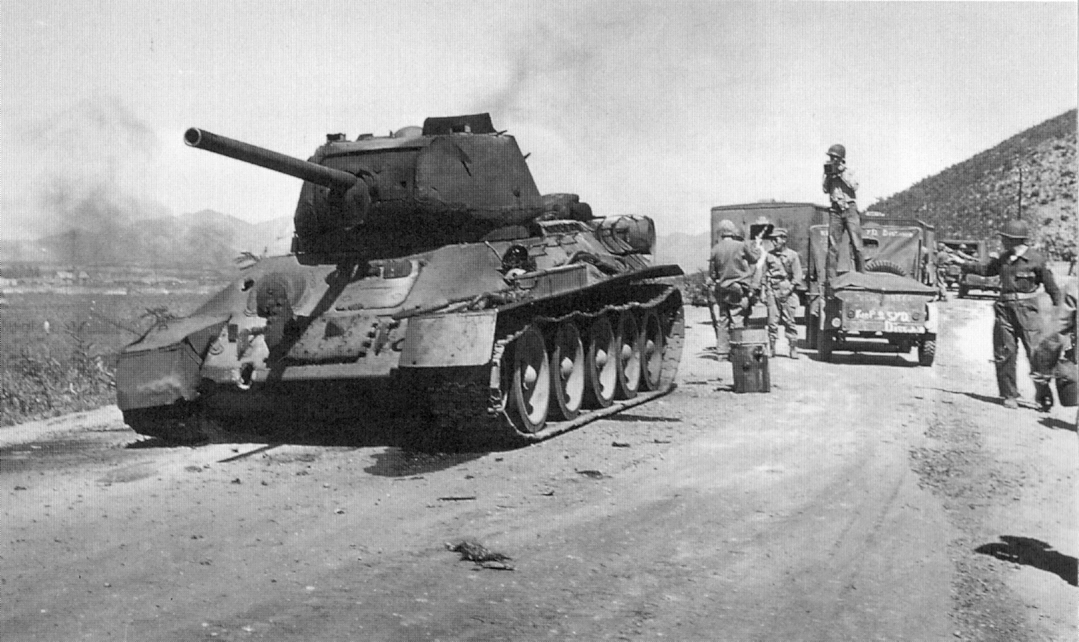
Námořní pěchota vyřadila tento severokorejský tank T-34-85 v září 1950 během postupu jednotek OSN na Soul po úspěšném vylodění v Inčchonu. Na přední straně tanku lze vidět nejméně dva zásahy

Tanky T-34/85 přežily druhou světovou válku nejen jako vděčné a levné exponáty tankových muzeí, ale jako stále použitelný a vysoce účinný bojový prostředek. Největším konfliktem, kterého se zúčastnily, byla korejská válka.
Když vojska severní Koreje překročila 25. června 1950 hranice, disponovala 85 tanky typu T-34/85, které měly velký podíl na jejím úspěchu, protože jihokorejská strana ani americké jednotky nedisponovaly adekvátní protizbraní. Ani v první vlně urychleně dodané tanky M24 Chaffee se 75mm kanónem nebyly odpovídajícím protivníkem. Teprve když jednotky OSN a USA zahájily masívní přísun odpovídající techniky jako byly tanky M4 Sherman, M26 Pershing, M46 Patton, pancéřovky ráže 89 mm, dále britské Comet a Centurion, utrpěly severokorejské jednotky větší ztráty tanků T-34 kromě dalších ztrát v důsledku četných leteckých úderů a stále účinnějších protitankových pěchotních zbraní na zemi, jako například tehdy nové 3,5-palcové bazooky (nahrazující dřívější 2,36palcový model). Než byly invazní severokorejské jednotky nuceny z jihu ustoupit, bylo ztraceno nebo opuštěno asi 239 tanků T-34 a 74 útočných děl SU-76. Převaha byla stržena na stranu vojsk OSN a nic na tom nezměnily další dodávky ze strany SSSR Severokorejcům (odhadované na 200-400 dalších strojů). Po říjnu 1950 severokorejské obrněnce do boje zasáhly jen zřídka. Navzdory vstupu Číny do konfliktu v příštím měsíci nedošlo k významnému nasazení obrněnců (zaměření bylo spíše na (hromadné) pěchotní útoky než na útoky obrněnců). Čína se zapojila do války s omezeným počtem obrněnců (hlavně tanky T-34-85 a několika tanků IS-2), které byly primárně rozptýleny mezi pěchotu, a tak byly obrněné střety s Američany a silami OSN od té doby vzácné.
Americký vojenský průzkum z roku 1954 dospěl k závěru, že v Korejské válce bylo ve všech 119 akcích s tanky týkajících se americké armády a americké námořní pěchoty proti severokorejským a čínským silám vyřazeno 97 tanků T-34-85 a dalších 18 pravděpodobně.

### Občanská válka v Angole (1975–1988)
Jeden z posledních moderních konfliktů, který zaznamenal rozsáhlé bojové nasazení tanků T-34-85 byla občanská válka v Angole. V roce 1975 Sovětský svaz dodal do Angoly osmdesát tanků T-34-85 jako součást podpory probíhající kubánské vojenské intervence. Kubánští členové posádky zaučovali personál angolských lidových jednotek o provozu; kubánské posádky doprovázeli další angolští řidiči a střelci v učňovské roli.
FAPLA (lidové jednotky) začaly nasazovat T-34-85 proti jednotkám UNITA a FNLA 9. června 1975. Kubánské tanky a tanky FAPLA přiměly Jihoafrickou republiku k posílení jednotek UNITA jednou eskadronou obrněných vozů Eland Mk7.

### Další nasazení

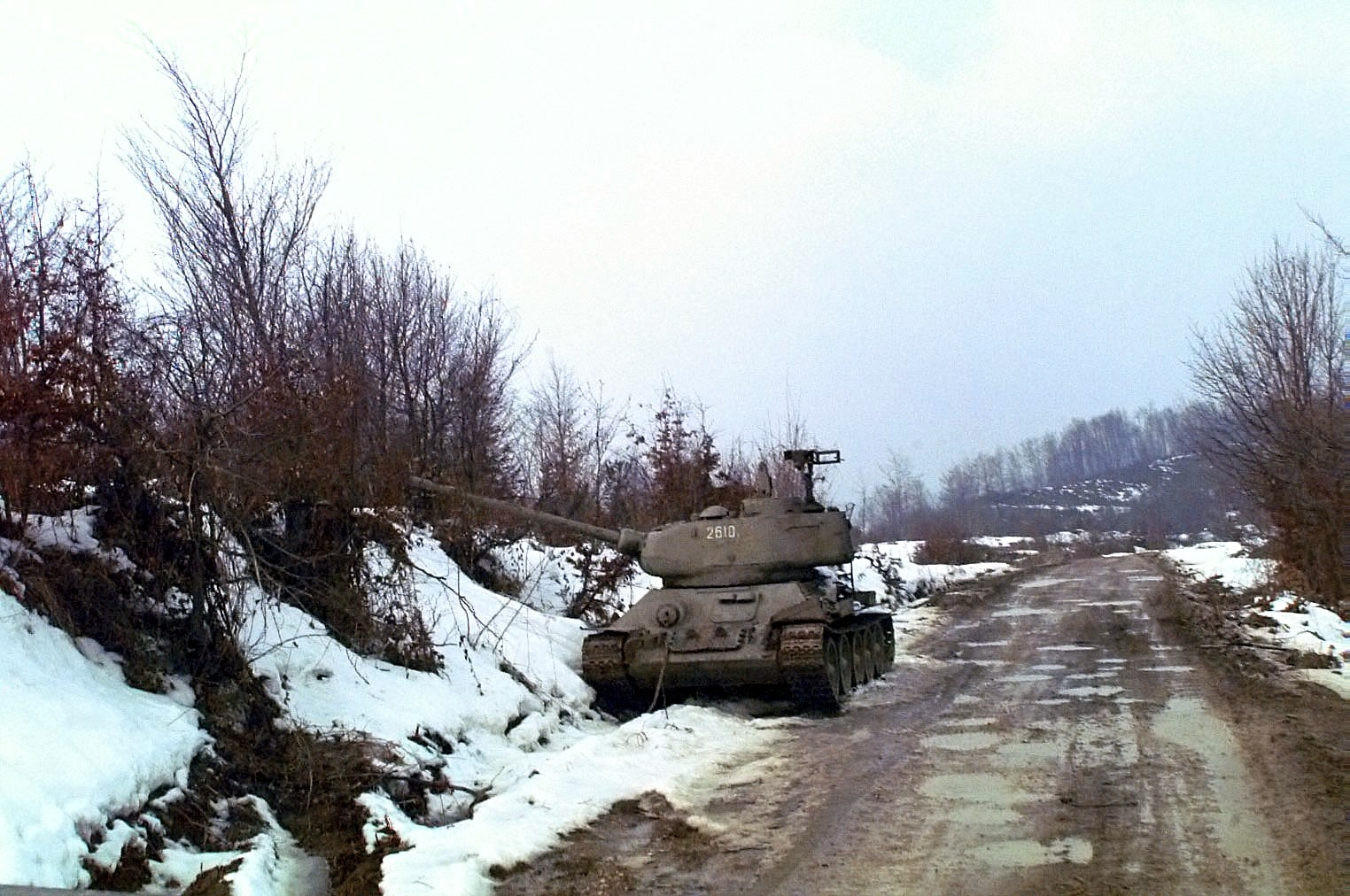
Tank T-34 nasazený srbskými jednotkami během války v Jugoslávii v roce 1996

Přestože tank T-34 pomalu zastarával (poslední modernizace v rámci sovětských ozbrojených sil proběhla v roce 1969, další už byly zamítnuty jako neperspektivní), dlouho se udržel ve výzbroji ozbrojených sil z vojenského hlediska druhořadých mocností či států. Byl nasazen proti maďarskému povstání v roce 1956, v Suezské válce, při invazi v Zátoce sviní, v občanské válce v Jemenu (1961–1967) i v šestidenní válce na straně Arabů. Od války Jom Kippur již byl v rozsáhlejších konfliktech u moderněji vyzbrojených armád používán jen jako druhosledový, nicméně v konfliktech chudých afrických zemí nebo při bojích v Jugoslávii v 90. letech se ještě stále uplatňoval, zejména díky své finanční dostupnosti. Některé chudé státy jej měly ve výzbroji ještě na začátku 21. století.

#### Balkán
Na začátku roku 1991 měla Jugoslávská lidová armáda 250 tanků T-34-85, z nichž žádný nebyl v aktivní službě. Během rozpadu Jugoslávie zdědily T-34-85 národní armády Chorvatska, Bosny a Hercegoviny, Srbska a Černé Hory a během jugoslávských válek pokračovaly v akci. Některé byly také získány z jugoslávských rezerv srbskými separatistickými armádami, konkrétně Armádou Republiky Srbské krajiny (SVK) a Armádou Republiky Srbské (VRS). Většina z těchto tanků byla na začátku konfliktu ve špatném stavu a některé byly brzy mimo provoz, pravděpodobně kvůli nedostatečné údržbě a nedostatku náhradních dílů.
3. května 1995 tank T-34-85 armády republiky srbské zaútočil na základnu jednotek UNPROFOR s 21. regimentem Royal Engineers v Maglaji v Bosně a zranil šest členů britských mírových sil, z nichž přinejmenším jeden utrpěl trvalé následky. Několik tanků T-34, které VRS uložila na základně ve Zvorniku, UNPROFOR dočasně zabavil jako součást místního odzbrojovacího programu následujícího roku.

#### Blízký východ

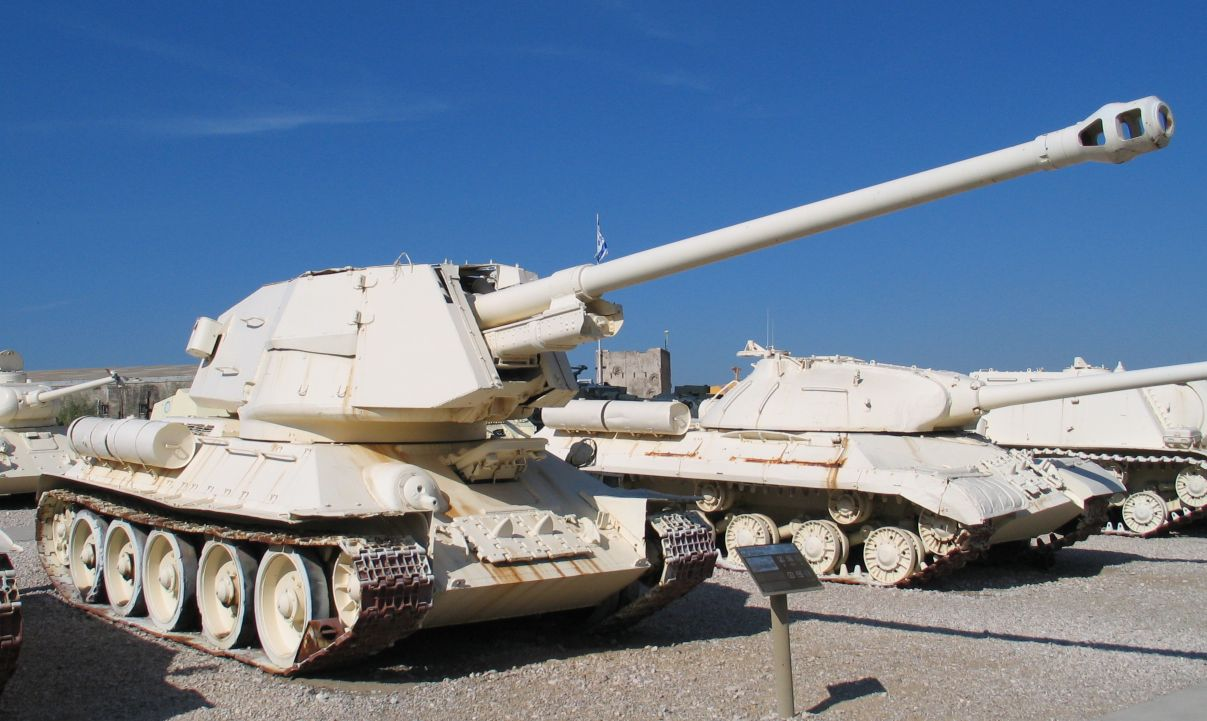
Ukořistěný egyptský T-34 s kanónem ráže 100 mm v muzeu v Izraeli

V Československu vyrobené tanky T-34-85 byly nasazeny Egyptem v arabsko-izraelských válkách v letech 1956 a 1967 na Sinajském poloostrově. Egypt pokračoval ve stavbě modelu T-34-100 – místní a unikátní přeměny, která vznikla zástavbou sovětského polního kanónu BS-3 ráže 100 mm do upravené věže, jakož i T-34-122 namontováním 122mm houfnice D-30. V roce 1956 byly použity jako regulérní tanky na podporu egyptské pěchoty a byly stále ve výzbroji během války v říjnu 1973.
Syrská arabská armáda získala od Sovětského svazu také tanky T-34-85 a účastnila se mnoha soubojů s izraelskými tanky v listopadu 1964 a během šestidenní války v roce 1967.

#### Varšavská smlouva
T-34-85 byl ve výzbroji mnoha zemí východního bloku (později Varšavské smlouvy) a armád dalších sovětských spojenců států jinde ve světě. Tanky T-34-85 byly použity k potlačení Východoněmeckého povstání 17. června 1953 stejně jako během maďarského povstání.

#### Afghánistán
Tanky T-34-85 byly sporadicky nasazeny v Afghánistánu. Během sovětské války v Afghánistánu byla většina z T-34 ve službách vnitřních bezpečnostních sil Sarandoy. Některé byly také ve službě v armádě afghánské demokratické republiky. Není známo, zda byly použity v boji proti koaličním silám.

#### Čína

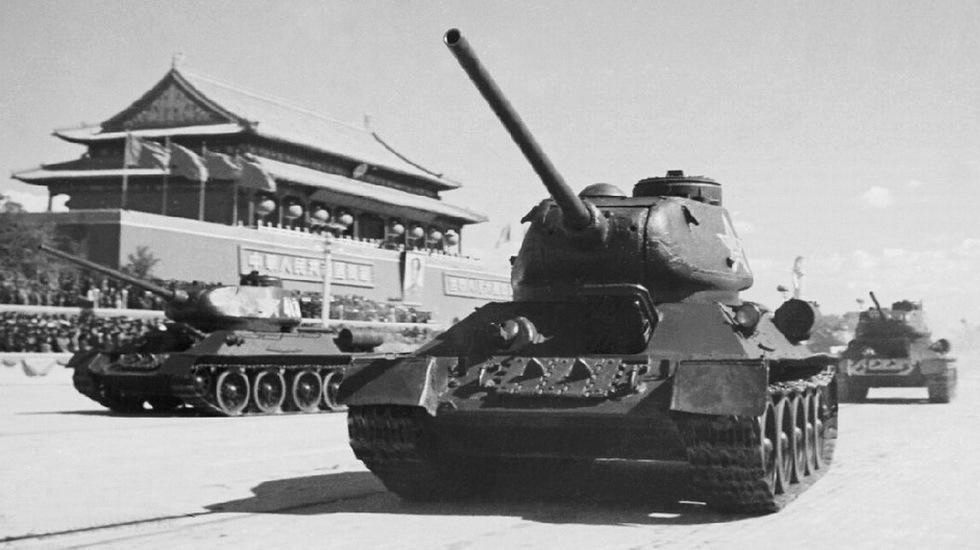
Čínské tanky T-34-85 na přehlídce v roce 1950

Po vzniku Čínské lidové republiky (ČLR) v roce 1949 dodal Sovětský svaz Čínské lidové osvobozenecké armádě mnoho tanků T-34-85. T-34-85 byl v Číně zaveden do výroby a byl známý jako střední tank Typ 58, ačkoli jeho výroba byla ukončena brzy poté, co ČLR z SSSR obdržela hlavní bojové tanky T-54 a začala vyrábět tank Typ 59, což byla přímá kopie T-54.

#### Kypr
Síly kyperské národní gardy vybavené asi 35 tanky T-34-85 pomohly 15. července 1974 podpořit puč řecké junty proti prezidentovi arcibiskupovi Makariovi. Také se zúčastnily rozsáhlých operací proti turecké agresi v červenci a srpnu 1974 během turecké invaze, se dvěma hlavními akcemi v Kioneli a Kyrenii 20. července 1974.

#### Kuba

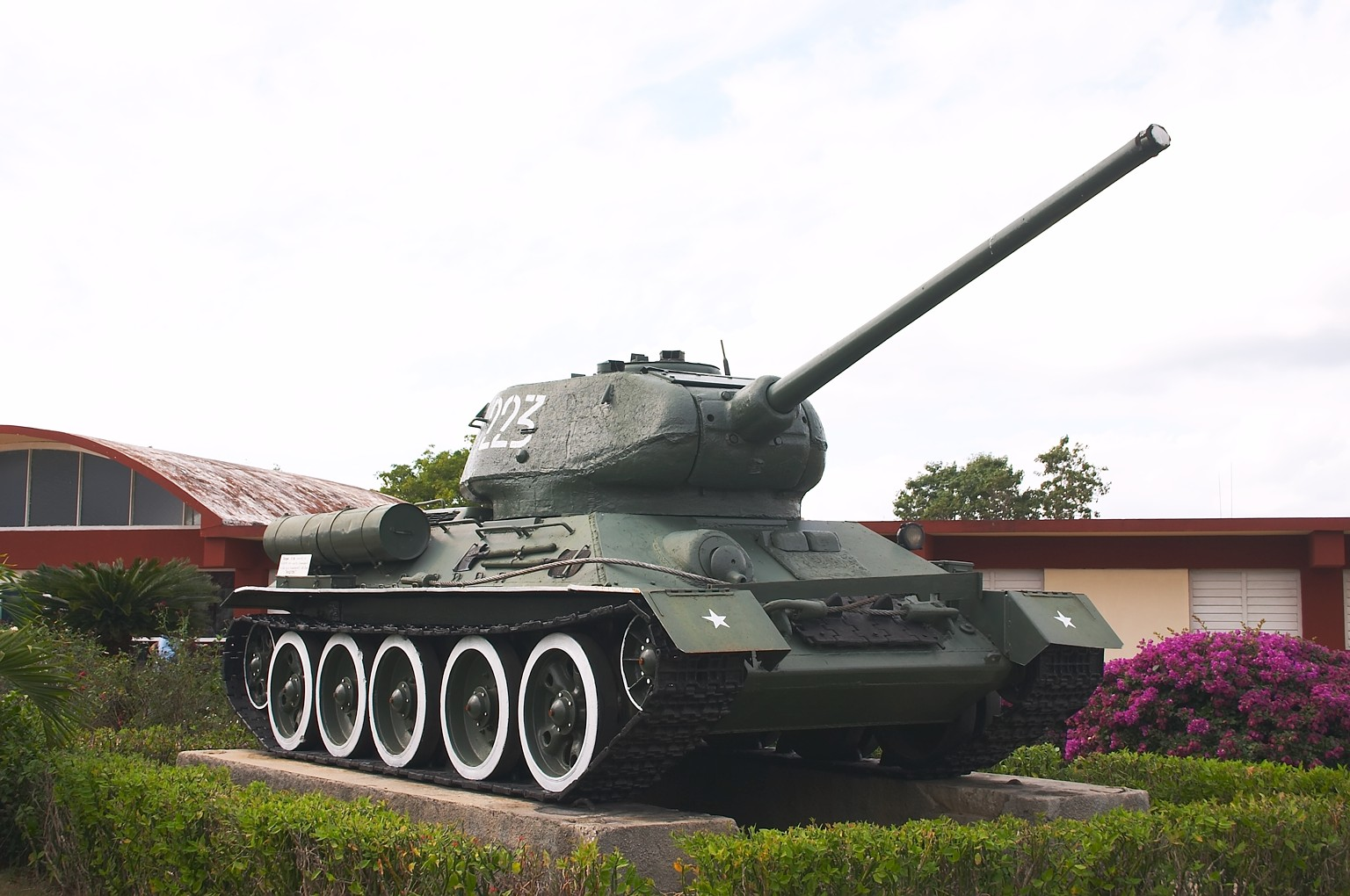
Tank T-34-85 v Museo Giron na Kubě

Kuba v roce 1960 obdržela jako vojenskou pomoc od Sovětského svazu 150 tanků T-34-85. T-34-85 byl prvním sovětským tankem, který vstoupil do služby u kubánských revolučních ozbrojených sil (FAR), spolu s tanky IS-2. Mnoho tanků T-34-85 se poprvé zúčastnilo akce v dubnu 1961 během invaze v zátoce Sviní s neznámým počtem zničených nebo vyřazených během bitvy. V roce 1975 bylo z SSSR dodáno také velké množství T-34-85 pro kubánské síly k podpoře jejich zdlouhavé intervenci v angolské občanské válce.
Četa pěti kubánských T-34-85 se účastnila bojů v Angole proti jihoafrickým jednotkám během bitvy o Cassingu. Tanky byly nasazeny spolu se společností kubánské mechanizované pěchoty vybavené obrněnými transportéry BTR-152. V květnu 1978 zahájila Jihoafrická republika hlavní letecký nálet na oblast Cassinga s cílem zničit základnu SWAPO. Kubánské síly byly mobilizovány, aby je zastavily. Když se Kubánci blížili k městu Cassinga, byli zachyceni jihoafrickými letadly, která zničila většinu BTR-152 a tři T-34-85; čtvrtý T-34-85 byl vyřazen protitankovou minou na silnici. Zbývající tank se nadále zapojil proti stahujícím se jihoafrickým výsadkářům, když byl zakopán, dokud bitva neskončila.
Od poloviny 80. let zůstalo v Angole přes sto kubánských T-34-85 a jejich příslušné posádky. V září 1986 si kubánský prezident Fidel Castro stěžoval šéfovi sovětské vojenské delegace v Angole generálovi Konstantinovi Kuročkinovi, že již nelze očekávat, že jeho muži budou bojovat s jihoafrickou výzbrojí T-34 z výběru „druhé světové války“; Castro trval na tom, aby SSSR kubánským silám dodal větší množstvím tanků T-55. V roce 1987 se zdálo, že Castrově žádosti bylo vyhověno, protože kubánské tankové prapory byly schopny nasadit značné množství tanků T-54B, T-55 nebo T-62 a T-34-85 již nebyl v provozu.

#### Namibie
V roce 1984 se organizace SWAPO pokusila o vytvoření vlastního konvenčního obrněného praporu prostřednictvím svého ozbrojeného křídla, osvobozenecké lidové armády Namibie. V rámci tohoto úsilí se diplomatičtí zástupci SWAPO v Evropě obrátili na Německou demokratickou republiku se žádostí o deset tanků T-34, které byly dodány. Tanky T-34 organizace SWAPO však nebyly nikdy nasazeny během útočných operací proti jihoafrické armádě, protože se omezovaly na roli ochrany strategických základen na severu Angoly.
V roce 1988 byla většina z nich umístěna poblíž Luandy, kde jejich posádky absolvovaly výcvik od kubánských instruktorů. V březnu 1989 SWAPO z neznámých důvodů přesunulo všechny své obrněné jednotky na jih k namibijské hranici. Jihoafrická republika obvinila SWAPO z plánování velké ofenzívy, která měla vliv na očekávané všeobecné volby v Namibii, ale posádky tanků zůstaly neaktivní a později toho roku dokonce nezasáhly do řady obnovených střetů. Všechny T-34 hnutí SWAPO byly nakonec v roce 1990 repatriovány na náklady hnutí do Namibie, která získala nezávislost. Čtyři později vstoupily do služby v namibijské armádě.

#### Finsko
Sovětská a finská armáda používala T-34 až do šedesátých let; původní verze vyzbrojené 76,2mm kanónem přinejmenším do roku 1968, když byly použity k filmu Živý a mrtvý. Finské tanky byly ukořistěny přímo SSSR nebo zakoupeny z německých kořistních zásob. Mnoho z tanků Т-34-85 bylo vylepšeno finským nebo západním zařízením, například modernější optikou.

#### Ukrajina
V lednu 2015 vyšlo video o převozech strojů SU-100 a T-34 po železnici, které se údajně účastnily invaze na Ukrajinu. Později bylo potvrzeno, že tyto tanky byly přepravovány do Moskvy na přehlídku Dne vítězství pro rok 2015.

#### Vietnam
Během vietnamské války byla severovietnamská armáda vybavena mnoha čínskými tanky typu 58, kopií T-34. Byly použity během operace Lam Son 719, velikonoční ofenzívy v roce 1972 a jarní ofenzívy v roce 1975. Později byly nasazeny během vietnamské invaze do Kambodže a čínsko-vietnamské války. V současné době se používá v malém množství jako námořní dělostřelectvo na ostrově Spratly. Zbytek čeká na vyřazení.

#### Jemen
V roce 2015 byly tanky T-34-85 a samohybná děla SU-100 vyfotografována během hútíovského převratu v Jemenu.

### Současná služba
V roce 2019 byly tanky T-34 ve službách v jedenácti státech a u jejich ozbrojených složek: Kuba, Bosna a Hercegovina, Jemen, Konžská republika, Guinea, Guinea-Bissau, Mali, Namibie, Severní Korea, Laos a Vietnam. Z těchto provozovatelů měl největší známou přeživší flotilu tanků řady T-34 Vietnam se 45 tanky. Bosna a Hercegovina má 5, Jemen 30, Guinea 30, Guinea-Bissau 10, Mali 21 a Laos 30. Není jasné kolik kubánských a severokorejských T-34 zůstává ve službě. Všechny konžské, namibijské a malijské tanky byly považovány za rezervní nebo nefunkční. Laoská armáda své tanky T-34 vyřadila na začátku roku 2019 a všechny prodala do Ruska, kde budou použity na výstavách a jako muzejní exponáty.

### Nástupci
V roce 1944 byl obnoven předválečný vývoj pokročilejšího tanku T-34, což vedlo k výrobě tanku T-44. Nový tank měl konstrukci věže založenou na modelu T-34-85, ale disponoval novou korbou, podvozkem s torzními tyčemi a příčně uloženým motorem; měl nižší profil než T-34-85 a jeho výroba byla jednodušší. Před koncem války bylo postaveno 150 až 200 těchto tanků. Se zásadními změnami hnacího ústrojí, novou věží a 100mm kanónem z ní vznikl model T-54, který se začal vyrábět v roce 1947.

## Uživatelé

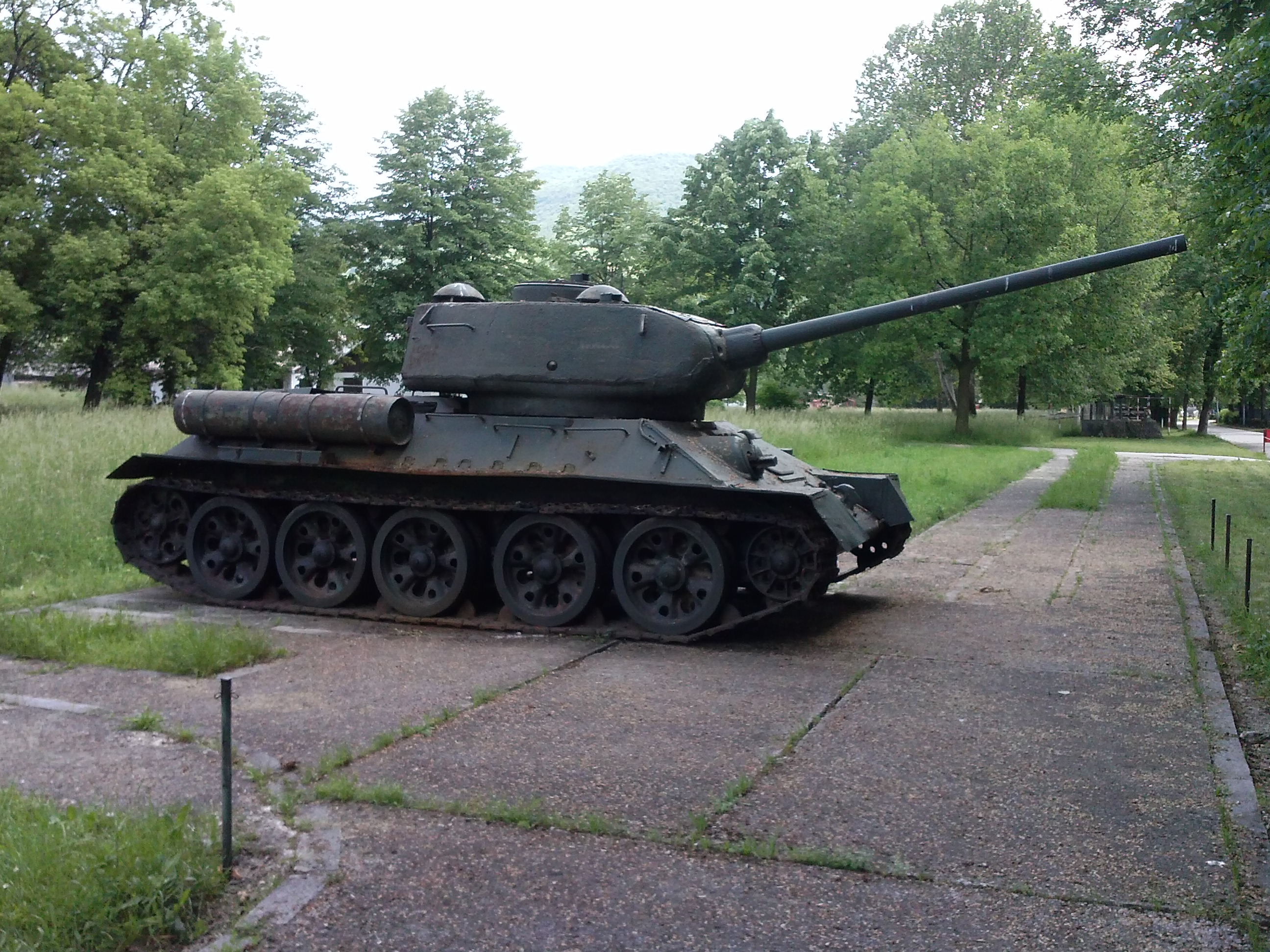
T-34-85 bosenské armády, 2014

### Současní
- Kuba: 642;[54] neznámý počet v provozu.[9]
- Bosna a Hercegovina: 5[9]
- Konžská republika: v rezervě.[9]
- Guinea: 45;[54] 30 ve službě.[9]
- Guinea-Bissau: 10[54][9]
- Mali: 30;[54] 21 v rezervě.[9]
- Namibie: 4; v rezervě.[9]
- Severní Korea: 650;[54] neznámý počet v provozu.[9]
- Jemen: 250;[55] 30 ve službě.[9]

## Hodnocení

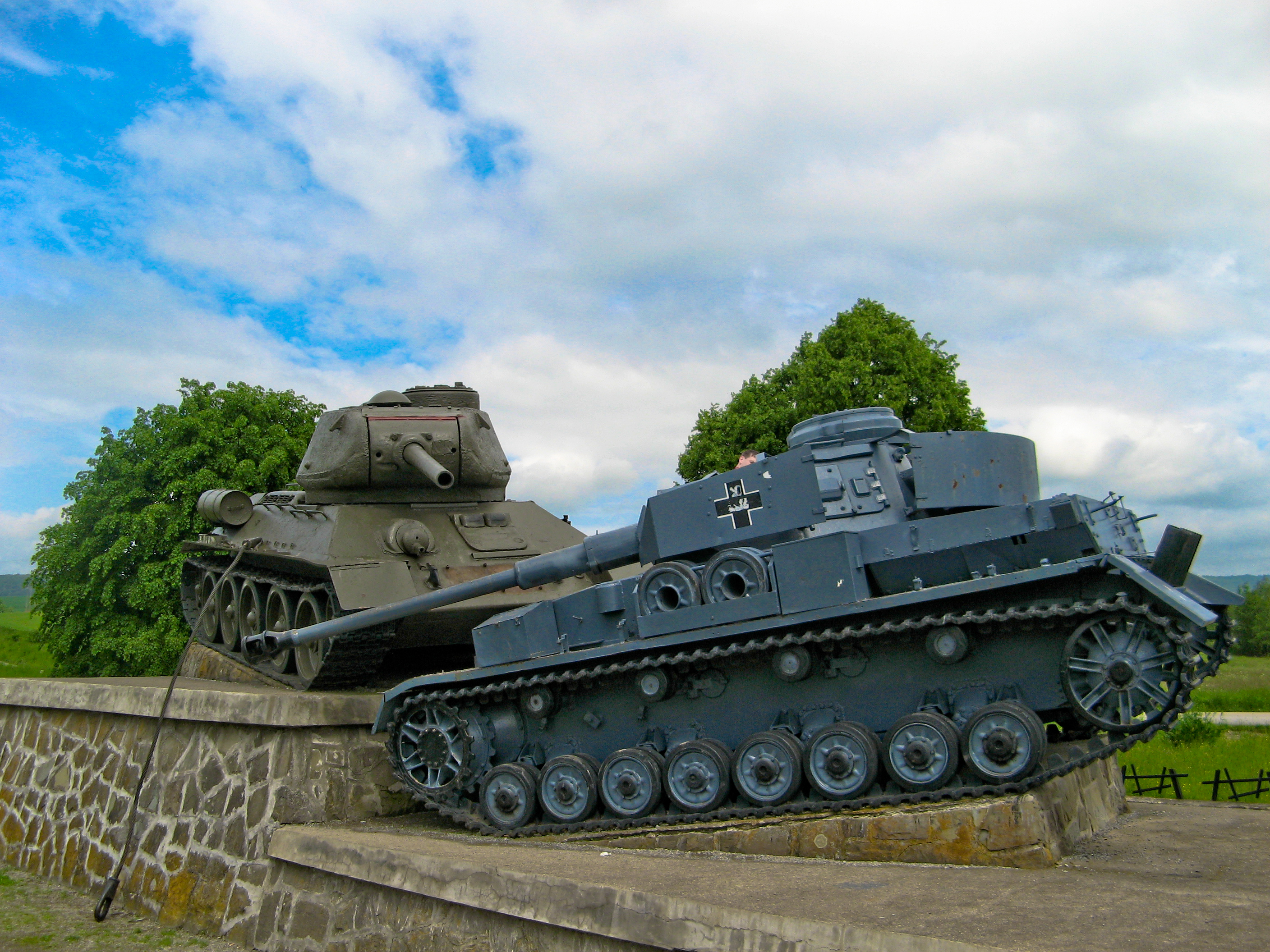
Památník na slovenské Dukle věnovaný známé bitvě. T-34-85 (vlevo) společně s Pz-IV J (vpravo)

Sovětský tank T-34 byl jedním z nejvýznamnějších typů tanků 2. světové války. Jeho existence byla rozhodujícím faktorem při porážce armády nacistického Německa na Východní frontě. Díky svým širokým pásům a nízkému měrnému tlaku snadno projížděl i měkkým terénem, kde se německé tanky často bořily, než přišel model Panther v roce 1942. V bojích na východní frontě znamenala vyšší průjezdnost rozhodující výhodu.
Britský vojenský historik a teoretik Sir Basil Liddell Hart o tancích T-34 napsal, že byly „hrubé, postrádající nátěr zvenčí a dokonce i zevnitř. Jejich konstrukce brala jen malý ohled na pohodlí osádky. Tanky neměly drobná technická vylepšení a nástroje, které byly podle západních odborníků nezbytné pro řízení, střelbu a bojovou součinnost. Na druhou stranu měly tanky T-34 mohutné a dobře tvarované pancéřování, výkonnou výzbroj, byly rychlé a spolehlivé, což jsou čtyři nezbytné vlastnosti úspěšného tanku.“
Američané, kteří tank podrobili testům na zkušebně v Aberdeenu, mj. napsali: „Důležité vlastnosti tanku T-34 jsou nízká stavba, splývavé tvary, vysoký výkon, jednoduchá konstrukce, malý měrný tlak a velký sklon pancíře, poskytující výbornou protipancéřovou ochranu ve všech směrech.“
Kromě výborných vlastností tanku T-34 v boji byla důležitá i skutečnost, že se jednalo o jediný univerzální sovětský střední tank, který byl navíc vhodný pro hromadnou výrobu s vysokým podílem nekvalifikované pracovní síly. Pomineme-li poměrně malé množství lehkých tanků (T-70), pak mimo T-34 vyráběli Sověti jen těžký tank KV, který měl řadu dílů (motor, kanón, převodovka, pozorovací prostředky) s T-34 shodných. Z tanku KV vzešel později nový typ těžkého 45tunového tanku řady IS se 122mm kanónem. Také samohybné kanóny řady SU (typy 85, 100, 122 – dle ráže kanónu) byly stavěny na stejných podvozcích, jako T-34. Za tohoto stavu, kdy sovětská armáda neměla množství různých typů tanků, se výrazně snižovaly problémy s dodávkou náhradních dílů a zjednodušovaly se opravy strojů.

## Symbolismus

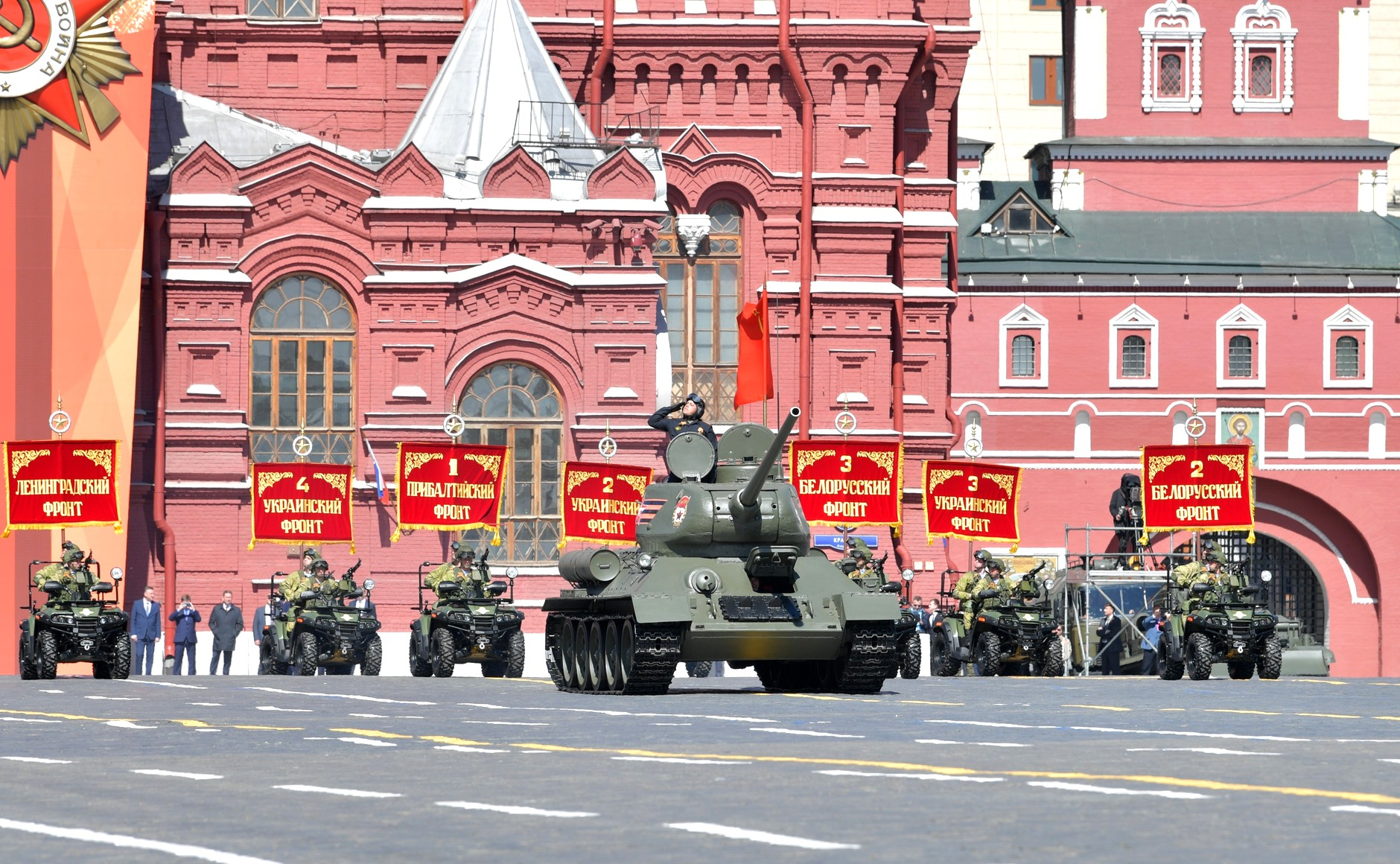
T-34-85 během moskevské přehlídky v roce 2018

Tank T-34-85 se jako památník ve východoněmeckém městě Karl-Marx-Stadt (Chemnitz) stal v roce 1980 terčem bombového útoku, který způsobil drobné škody na vozidle a vysypal okna v okolí. Atentátník Josef Kneifel byl odsouzen k doživotnímu vězení v Budyšíně, ale po dohodě se západoněmeckou vládou byl v roce 1987 propuštěn. Po znovusjednocení Německa v roce 1990 byl tank přemístěn do muzea v Ingolstadtu.
Další takový tank, umístěný na vrcholu památníku sovětských tankistů v Praze, byl ohniskem významné diskuse. Pomník (známý místně jako „Svatý tank“) měl představovat T-34-85 poručíka Ivana Hončarenka (první sovětský tank, který v květnu 1945 vjel do Prahy), ale ve skutečnosti památník nesl těžký tank IS-2M. Pro mnohé v Praze byl tank také připomínkou sovětské invaze, která ukončila Pražské jaro 1968. Tank byl v roce 1991 umělcem Davidem Černým natřen na růžovo. Po oficiálním protestu sovětské vlády byl Černý zatčen a tank dostal opět oficiální zelený nátěr, ale po demonstracích a dalším natřením na růžovo patnácti poslanci, byl tank nakonec přemístěn do vojenského muzea.
Čtyři z tanku a pes byl velmi úspěšný válečný polský televizní seriál z šedesátých let, upravený dle stejnojmenného románu polského spisovatele Janusze Przymanowského (1922–1998), dobrovolníka polské lidové armády. Tato série učinila z tanku číslo 102 T-34 ikonu polské lidové kultury. Vysílán byl také v jiných zemích východního bloku, kde byl také dobře přijat, překvapivě i v NDR. Jak v 21. století dochází k opakování černobílé tvorby, stále se daří přilákat velké publikum.
V Budapešti dne 23. října 2006 vyvrcholily demonstrace na 50. výročí maďarské revoluce v roce 1956. Protestujícím se podařilo nastartovat neozbrojený tank T-34, který byl součástí pamětního exponátu a použít ho při nepokojích proti policejním silám. Tank ujel několik set metrů, pak se zastavil před policií a nezpůsobil žádné zranění.

## Varianty

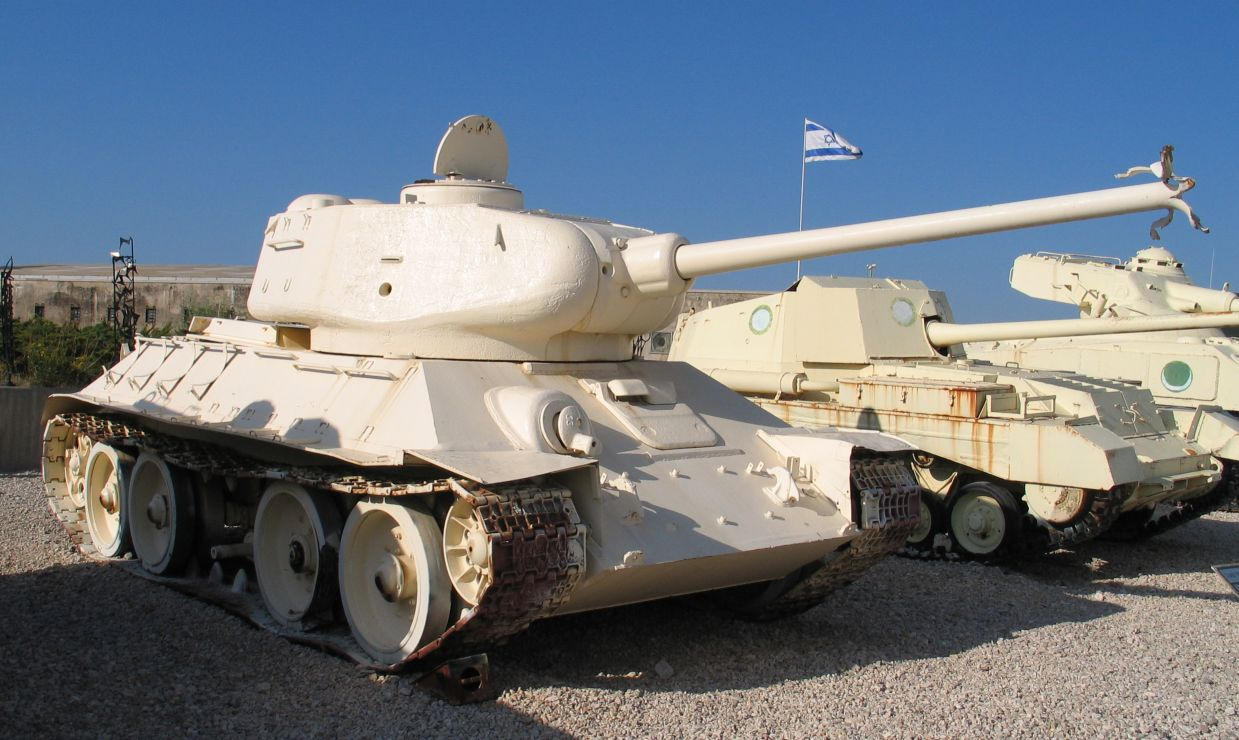
T-34-85 v muzeu Jad La-Širjon, Izrael

Existovaly dvě hlavní produkční rodiny T-34, každá se subvariantou. Identifikace variant T-34 může být komplikovaná. Odlitky věží, povrchní detaily a vybavení se dle továrny lišily; uprostřed výroby byly přidány nové funkce nebo byly dovybaveny starší tanky; poškozené tanky byly přestavěny. Někdy dostaly zařízení novějších modelů a dokonce i nových věží.
Porovnání lze provést mezi tankem T-34 a americkým M4 Sherman. Oba tanky byly páteří obrněných jednotek v příslušných armádách, obě země tyto tanky dodávaly svým spojencům, kteří je také používali k opoře svých vlastních obrněných formací a oba byly značně modernizovány a opatřovány silnější výzbrojí. Oba byly navrženy pro mobilitu a snadnou výrobu a údržbu, a pro tyto cíle obětovaly určitou výkonnost. Oba podvozky byly použity jako základ pro celou řadu podpůrných vozidel jako jsou vyprošťovací tanky, stíhače tanků a samohybná děla. Oba byly přibližně vyrovnaní standardnímu německému střednímu tanku Panzer IV, ačkoli každý z těchto tří strojů měl ve srovnání s ostatními dvěma zvláštní výhody i slabosti. Ani T-34 ani M4 nebyly soupeři pro německé těžší tanky Panther (technicky střední tank) nebo Tiger I; Sověti použili těžký tank IS-2 a Američané v roli těžkého tanku místo toho použili M26 Pershing.
Německá vojenská zpravodajská služba za druhé světové války označovala dvě hlavní produkční rodiny jako T-34/76 a T-34/85, přičemž subvarianty dostávaly označení jako T-34/76A – tato nomenklatura byla na Západě široce využívána, zejména v populární literatuře. Když německý Wehrmacht použil zajaté T-34, označil je jako Panzerkampfwagen T-34(r), kde „r“ znamenalo russisch („ruský“). Finové T-34 označovali jako Sotku po Hoholu severním, protože boční silueta tanku připomínala vodní ptactvo. T-34-85 se jmenoval pitkäputkinen Sotka („Sotka s dlouhou hlavní“).
T-34 (německé označení: T-34/76) byl původní tank s kanónem ráže 76,2 mm a dvoučlennou věží.
- Model 1940 (T-34/76A): Nízká produkce (okolo 400 vyrobených[64]) s kanónem L-11 ráže 76,2 mm. Ze všech stran je 45 mm pancíře
- Model 1941 (T-34/76B): Typ s účinnějším kanónem F-34 stejné ráže s delší hlavní. Výroba začala v únoru 1941, avšak probíhala neoficiálně, neboť nový kanón byl schválen až v létě.
- Model 1942 (T-34/76C): Zesílení pancíře odlévané věže na čelní stěně až na 60 mm. Některé tanky dostaly přídavný pancíř, především na čelo trupu a boky věže. Byl upraven poklop řidiče. Trupový kulomet byl obohacen o nový pancéřový límec, který lépe chránil před zásahem. Od léta 1942 byly v zadní části trupu instalovány na blatníky pásů nové palivové nádrže ve tvaru kvádrů. Každá měla objem 40 litrů. Dále byly instalovány nové mřížkované pásy namísto původních hladkých. Náklady na výrobu tanků se však postupně snížily až o padesát procent. Přestože došlo k jistému snížení úrovně dílenského zpracování, celková bojová hodnota tanku se výrazně nezměnila. Všechny uvedené změny byly zaváděny postupně, a proto se lze setkat s fotkami tanků, které mají pouze část těchto novinek. Tyto tanky bývají nazývány T-34 model 1941/1942.
- - V produkci STZ se později začal montovat nový poklop pro řidiče. Některé tanky měly svařovanou věž s typickým technologickým zjednodušením přední spodní části věže podobným německým Pz III či Pz IV. Kvůli nedostatku gumy byly v této továrně vyráběny tanky s celokovovými pojezdovými koly bez gumové bandáže. To však při vyšších rychlostech způsobovalo hluk při kontaktu kol s pásy a značné vibrace.
- Model 1943 (T-34/76D): První výrobní typ představen v květnu 1942. Více munice a paliva, velmi malé zesílení pancíře.[65] Nová šestihranná věž, kterou Němci přezdívali „Mickey Mouse“ kvůli jejímu vzhledu s otevřenými dvojitými kulatými poklopovými věžemi. Na věži je 53 mm pancíře místo 45 mm.
  - Pozdější výroba měla novou velitelskou věžičku (T-34/76E).
  - Věže vyrobené v Uralmaši ve Sverdlovsku (Jekatěrinburg) měly výrazný zaoblený vzhled, protože byly vyrobeny ve speciální kovárně. Tanky vyrobené s těmito věžemi tam a v Čeljabinsku Němci nazývali T-34/76F.

T-34-85 (německé označení: T-34/85) bylo hlavní vylepšení s dělem ráže 85 mm ve tříčlenné věži. Všechny modely T-34-85 jsou si zvenku velmi podobné.
- Model 1943: Krátká výroba od ledna do března 1944 s kanónem D-5T ráže 85 mm.
- Model 1944: Výroba od března 1944 do konce roku s jednodušším kanónem ZiS-S-53 ráže 85 mm, vysílačka přesunuta z korby do věže s vylepšeným rozvržením a novým pohledem střelce.
- Model 1945: Výroba od roku 1944 do 1945, s elektricky poháněnou věží, zvětšenou velitelskou kupolí s jednodílným poklopem a kouřovým systémem TDP s elektricky odpalovanými nádobami MDŠ.
- Model 1946: Výrobní model s vylepšeným motorem V-2-34M, novými koly a dalšími menšími detaily.
- Model 1960: Rekonstrukční program představil nový motor V-2-3411 a další modernizace.
- Model 1969 (také značený T-34-85M): Další rekonstrukční program představující vybavení pro noční provoz, přídavné palivo a další modernizace.

### Ostatní obrněná vozidla

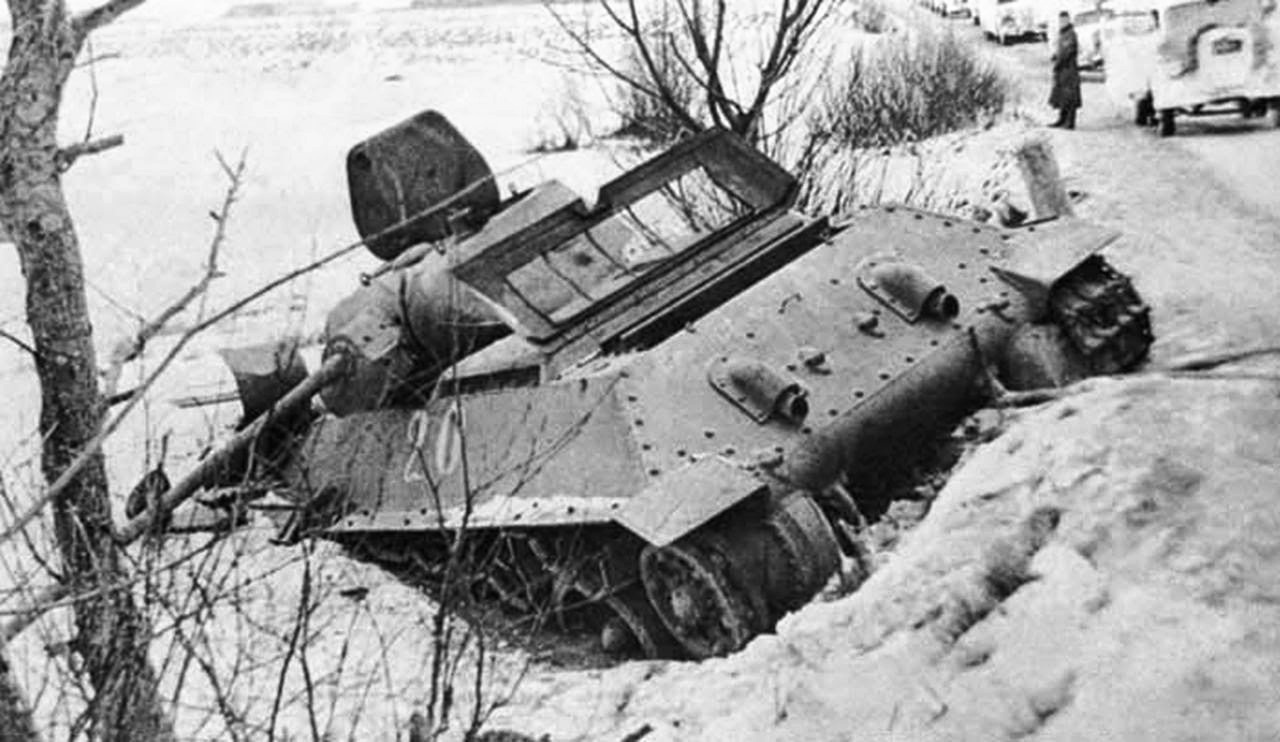
T-34-57 v roce 1941

- Plamenometné tanky: OT-34 a OT-34-85 měly namontovaný plamenomet ATO-41 (později ATO-42) místo kulometu v korbě.[66]
- PT-1 T-34/76: Protivominnij Tral (protiminový tral) tank k odstraňování min, většinou založený na T-34 Modelu 1943 nebo T-34-85.[67]
- Samohybná děla a stíhače tanků:
  - SU-122, samohybná houfnice založená na T-34 Modelu 1943.[68]
  - SU-85, stíhač tanků založený na podvozku T-34 Model 1943.[68]
  - SU-100, stíhač tanků založený na podvozku T-34-85.[69]
- T-34/57: Méně než 324 ks T-34 (model 1941 a 1943) bylo opatřeno rychlopalným kanónem ZiS-4 (později zmodernizovaným ZiS-4M) ráže 57 mm a používané jako stíhače tanků.[70]

## Dochované stroje
Vzhledem k obrovskému množství strojů, které byly vyrobeny a přežily do ukončení bojů, se T-34 stal asi nejčastěji uchovávaným muzejním exponátem v oblasti obrněné techniky druhé světové války. Další T-34 skončily jako pomníky připomínající významné bitvy.

## Galerie

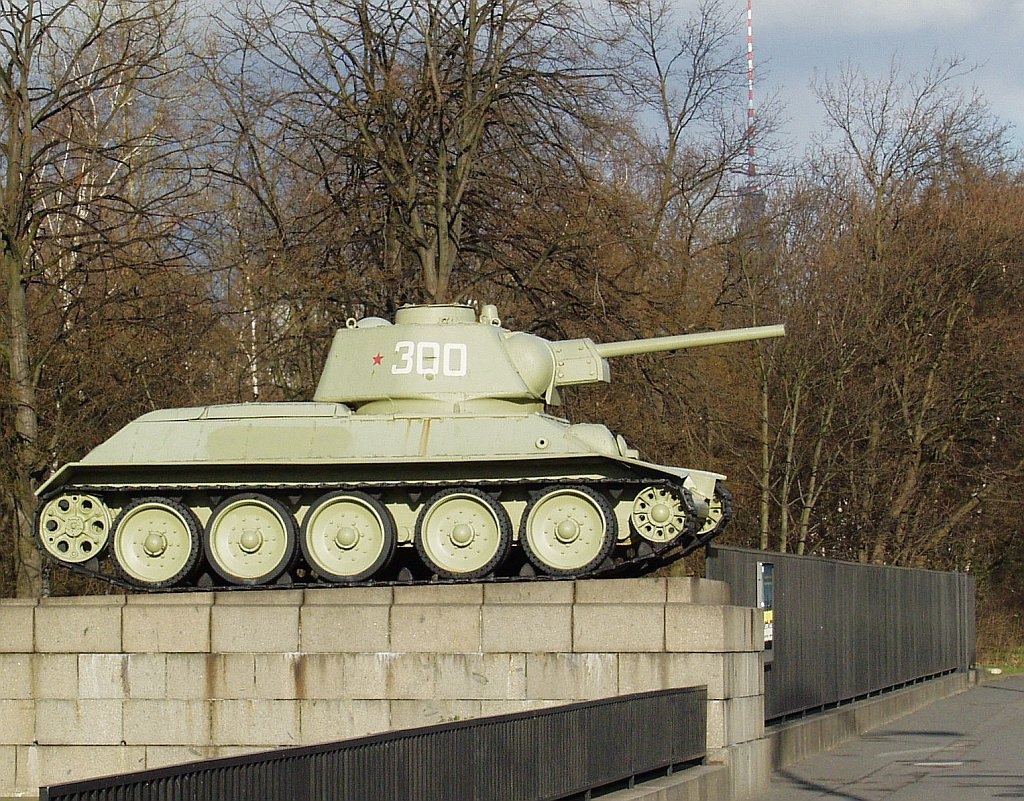
T-34/76 vystavený v Berlíně
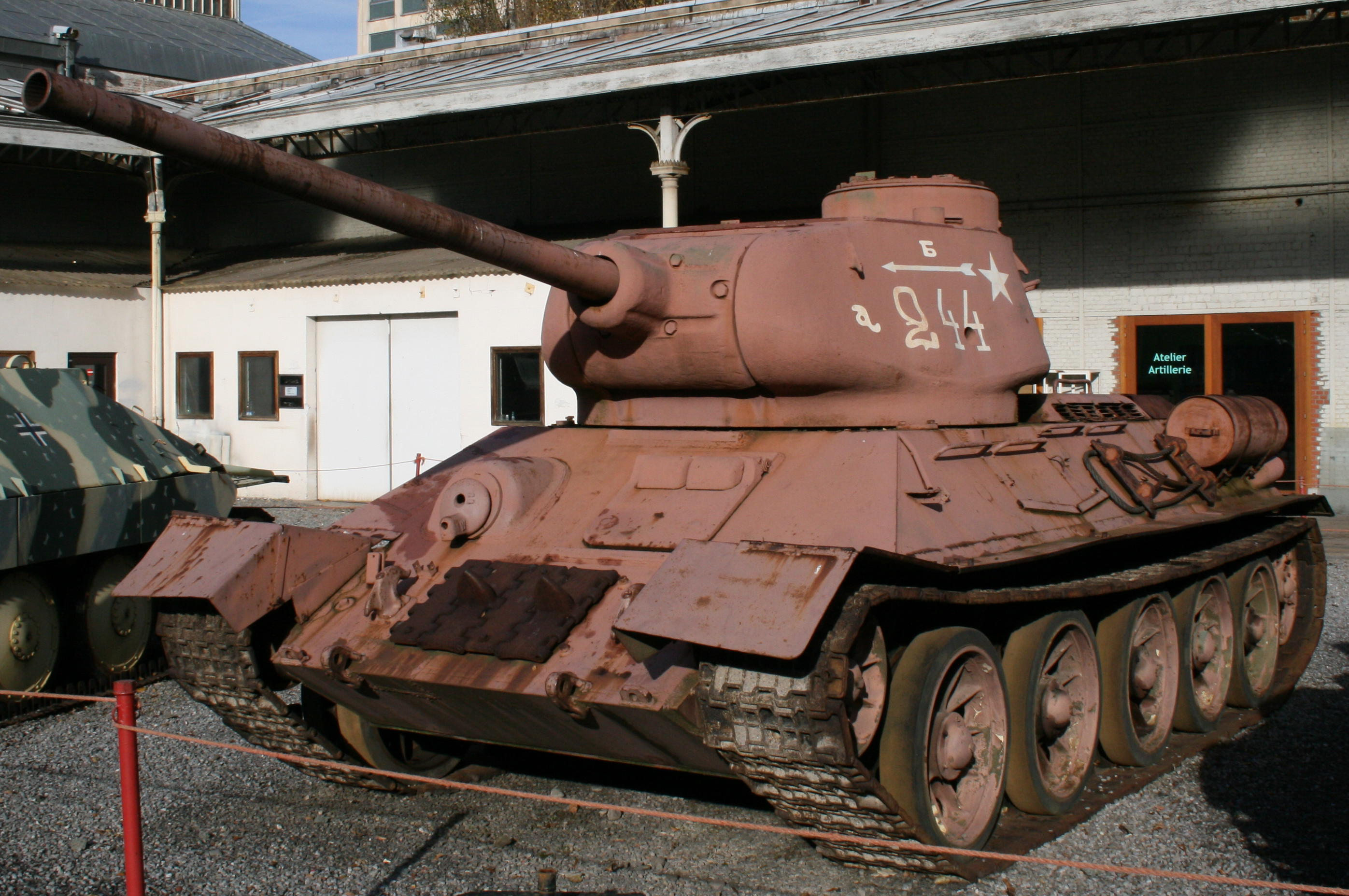
Klasický T-34 v Bruselu
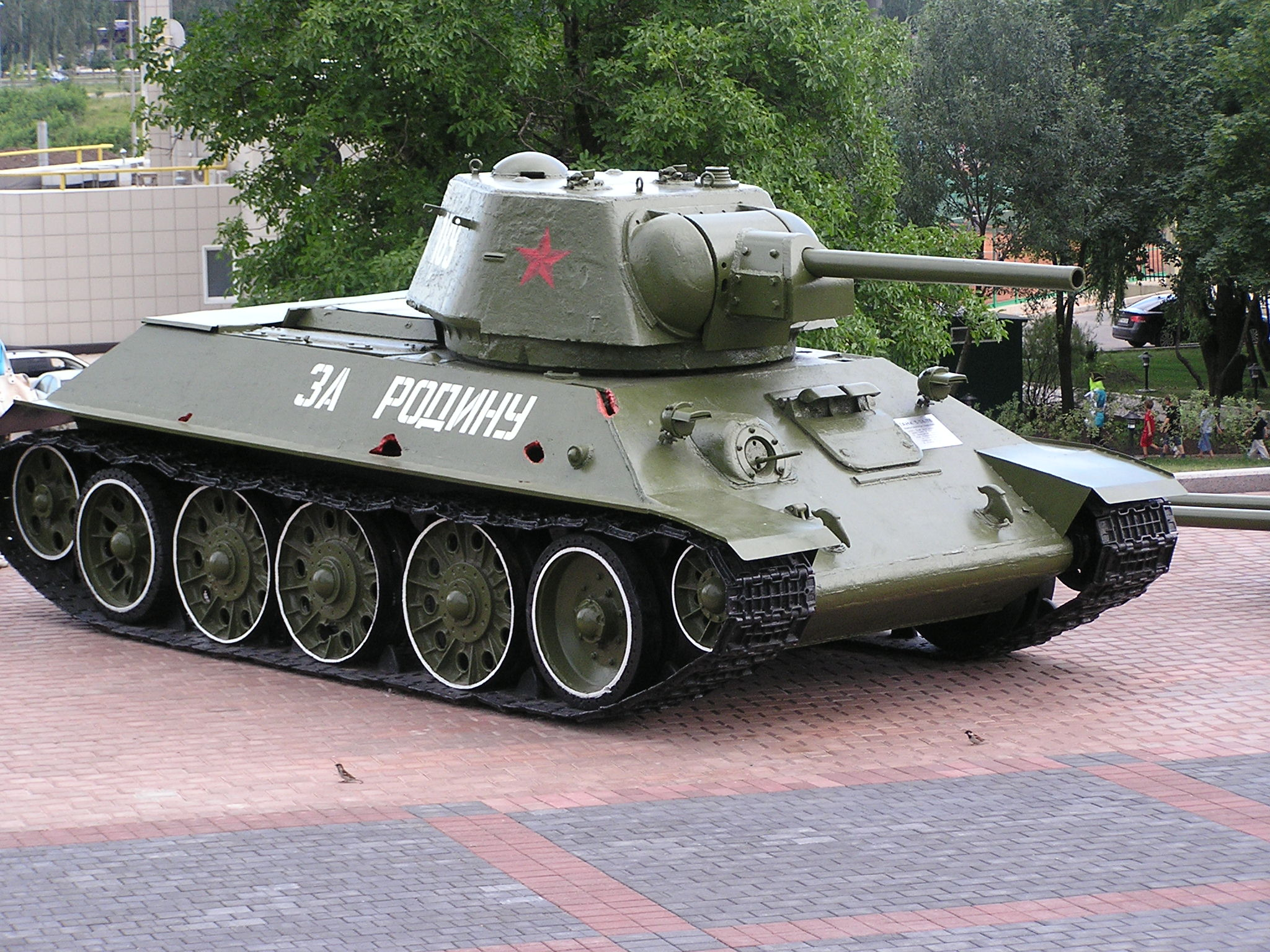
T-34 v Doněcku
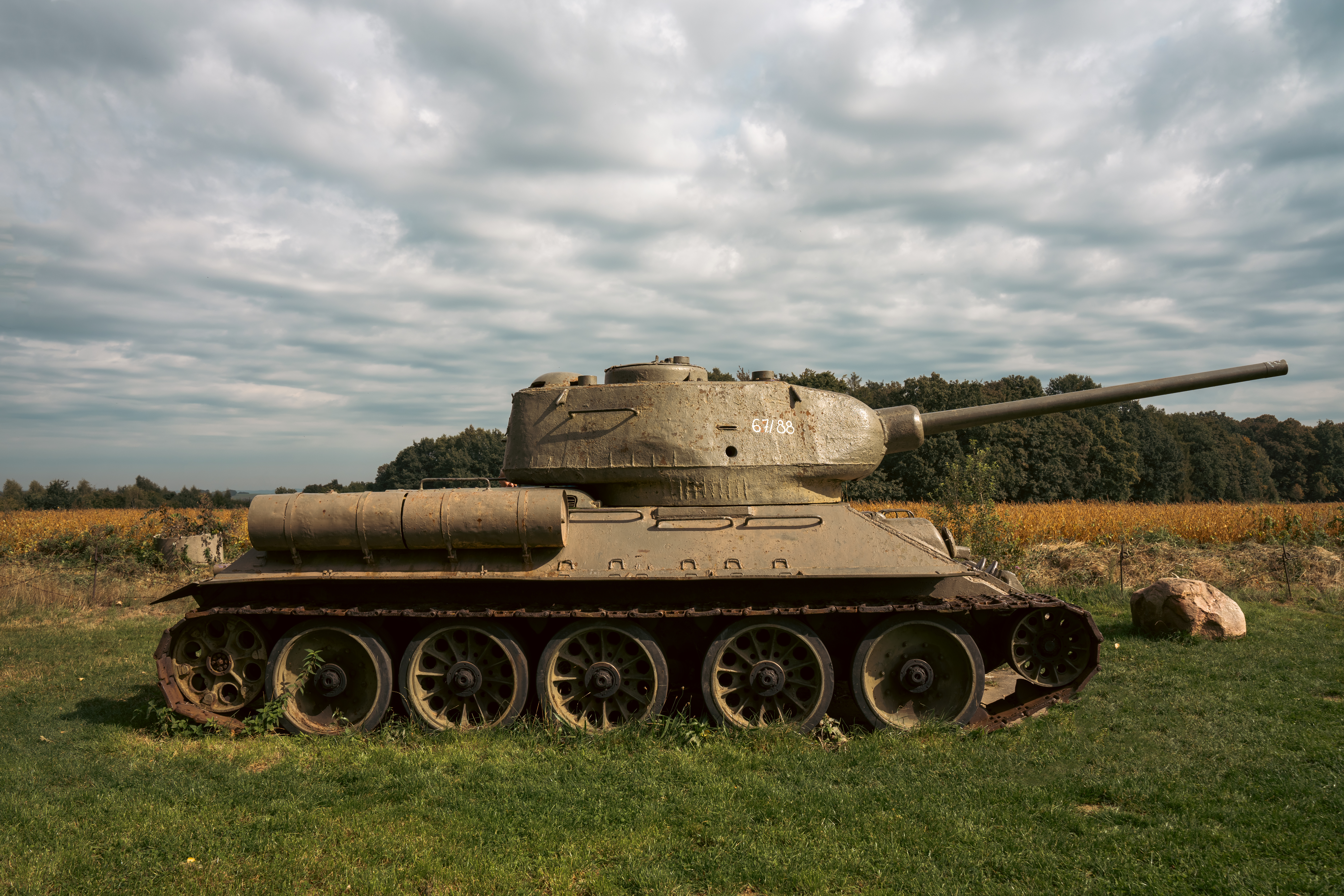
T-34/85 ve vojenském muzeu v Darkovičkách
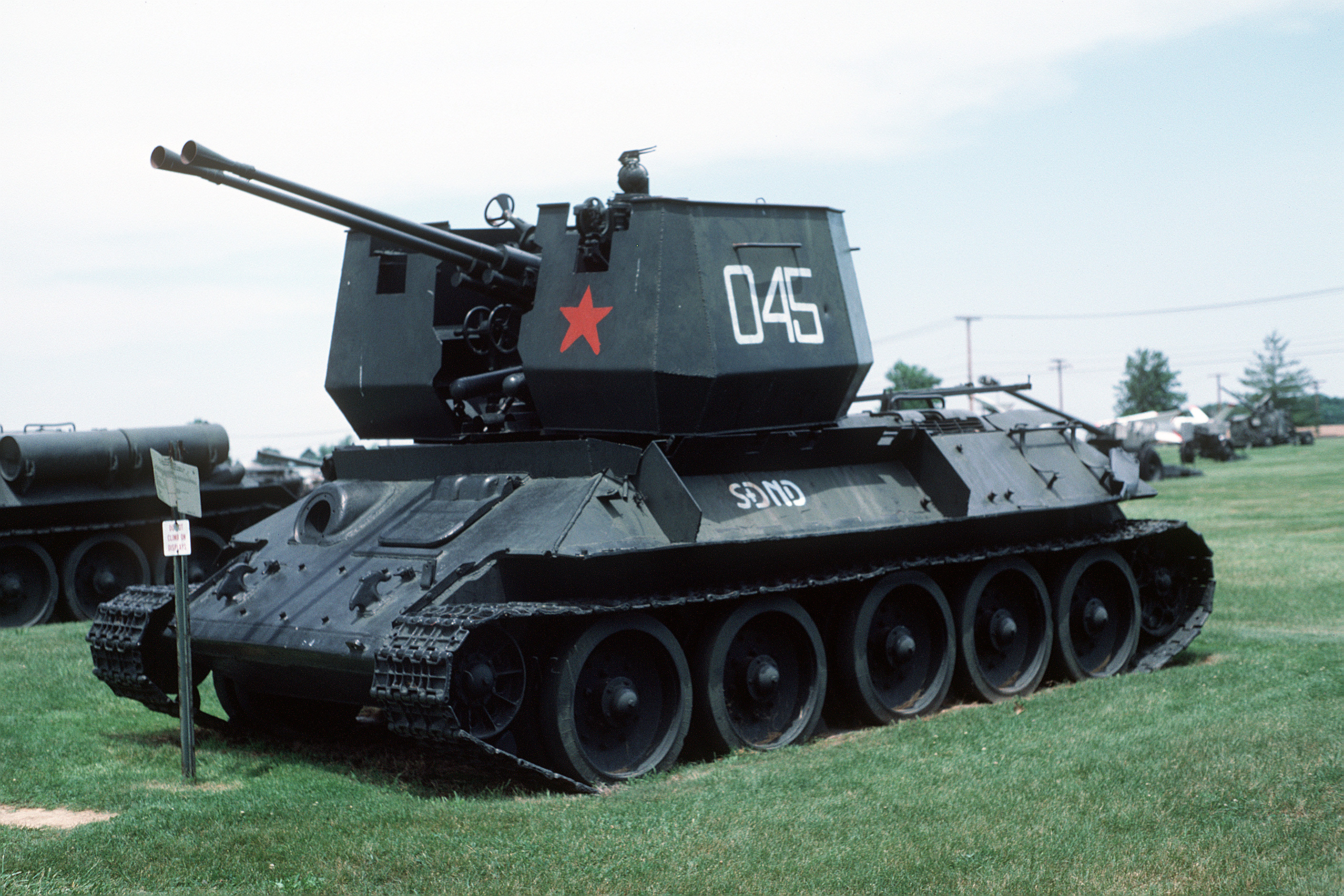
Čínský protiletadlový kanón Typ 65 na podvozku T-34
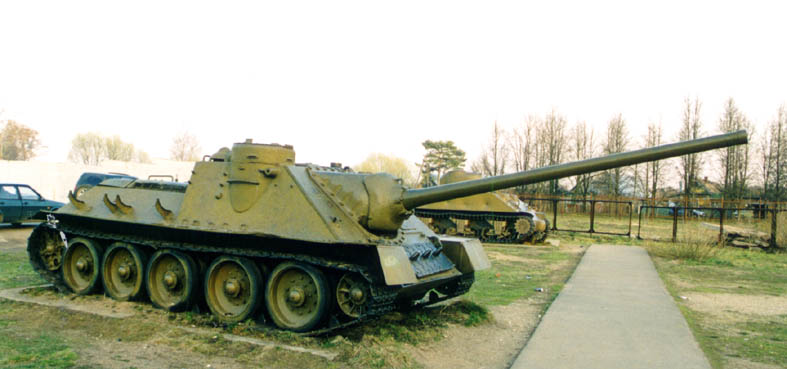
Stíhač tanků SU-100